# Letteratura inglese
La letteratura inglese (English-language literature) è l'insieme delle attività indirizzate alla produzione di testi scritti a fini artistici, in poesia o in prosa, in lingua inglese. Essa dunque non è limitata alla produzione letteraria interna al Regno d'Inghilterra e alle sue varie evoluzioni, ma comprende anche molta della letteratura scozzese, gallese e irlandese, scritta in inglese anche prima che i territori suddetti facessero parte del Regno Unito o dopo la loro eventuale uscita da esso. Oltre a questo, comprende anche le produzioni delle colonie o ex-colonie britanniche, prima tra tutte la letteratura statunitense.

## Sviluppo della lingua inglese
La lingua inglese, a causa di numerose invasioni attraverso i secoli, appartiene al ramo del gruppo Germanico dell'Ovest. Inizialmente la lingua parlata in Gran Bretagna era la lingua celtica (la lingua parlata dagli abitanti nativi dell'isola), alla quale si sovrappose successivamente il latino (importato dai romani a seguito della loro invasione).
Al tramonto dell'Impero romano, nel 410, l'imperatore Onorio rinuncia a difendere le civitates romane dagli attacchi interni dei Celti non sottomessi e soprattutto dagli attacchi esterni di popolazioni germaniche, di fatto abbandonando il dominio dell'isola britannica. Si sovrapposero dunque al celtico e al latino le lingue germaniche che si radicheranno e costituiranno la base della lingua inglese, al quale si aggiungeranno apporti scandinavi con le invasioni vichinghe. Possiamo distinguere tre fasi principali che riguardano lo sviluppo della lingua: Lingua inglese antica (449-1100); Lingua inglese media (1100-1500); Inglese moderno (1500-presente).

## Periodo pre-anglosassone
Nel 55-54 a.C., l'Inghilterra, allora abitata dai Celti, venne invasa dalle legioni di Cesare stanziate in Gallia. Dal 54 a.C. al 43 a.C., sotto Cesare, passando per una successiva colonizzazione dell'Inghilterra meridionale realizzata dall'imperatore Claudio, si ha un lento processo di romanizzazione delle popolazioni celtiche autoctone che durò fino alla primavera del 410 d.C., quando le truppe romane lasciarono per sempre la Britannia per difendere Roma minacciata dalle truppe visigote di Alarico.

## Letteratura in antico inglese (V-XI secolo)
La prima letteratura inglese è la letteratura anglosassone, che comprende i testi scritti in inglese antico in un periodo che va dal 450 d.C. circa, quando sassoni, juti, angli, frisoni e altre popolazioni germaniche si stabiliscono in Inghilterra dopo la ritirata dei romani dall'isola, alla conquista dell'isola da parte dei normanni nel 1066. Questa data segnerà una progressiva riduzione dei testi nella forma arcaica della lingua che si estinguerà completamente agli inizi del XII secolo.
Testi scritti composti in questo periodo comprendono poemi epici, testi agiografici, traduzioni della Bibbia, cronache storiche, opere giuridiche e altri testi. Circa quattrocento manoscritti risalenti a quest'epoca sono sopravvissuti sino a noi.
La prima opera letteraria sopravvissuta in inglese antico è l'Inno di Cædmon composto probabilmente tra il 658-80.
Nella società inglese di questo periodo il veicolo di trasmissione della cultura è ancora l'oralità e molte delle opere venivano composte per essere lette a un pubblico. Alcuni poemi epici divennero molto popolari e questo può averli aiutati a sopravvivere sino a noi. Molte opere dei manoscritti di questo periodo sono probabilmente adattamenti scritti di precedenti poemi di argomento militare sviluppatisi sul continente. Quando queste opere giunsero in Inghilterra erano ancora tramandate in forma esclusivamente orale da una generazione all'altra e costituivano il patrimonio culturale dei popoli germanici.
Opere suddette cadono in uno dei due grandi gruppi in cui è divisa la letteratura inglese antica ovvero quello contenente le opere eroiche di origine germanica, l'altro gruppo comprende le opere di argomento cristiano. Questo secondo gruppo si origina dalla conversione dei popoli anglosassoni dopo il loro arrivo in Inghilterra. Le maggiori opere poetiche in inglese antico sfruttano il metro allitterativo, che per creare l'effetto poetico sfrutta l'allitterazione, l'accento e la quantità vocalica.

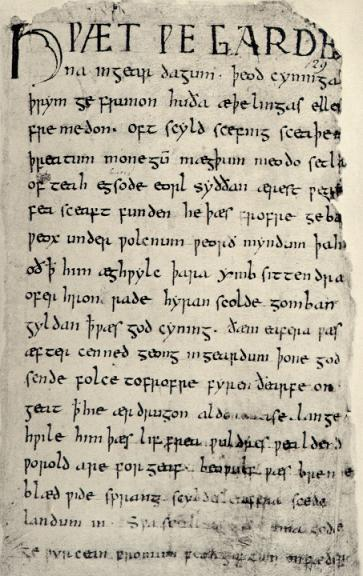
La prima pagina del manoscritto di Beowulf in inglese antico.

L'opera più nota di questo periodo è il poema epico convenzionalmente chiamato Beowulf, composto di 3182 versi allitterativi, il cui unico testo manoscritto è contenuto nel Codice Nowell, la cui precisa datazione è discussa, ma viene generalmente collocata intorno all'anno 1000. La composizione del poema, da parte di un anonimo anglosassone a cui solitamente ci si riferisce semplicemente come al "poeta di Beowulf", si colloca tra l'ottavo e l'undicesimo secolo. Il poema narra di diverse avventure di Beowulf, eroe del popolo scandinavo dei Geati.
Nella prima, l'eroe sconfigge il mostro Grendel che stava assaltando la reggia del sire dei Dani, Hroðgar. Successivamente anche la madre di Grendel attacca il luogo e viene sconfitta. Vittorioso, Beowulf torna nella sua terra natale nell'attuale Svezia e poi diviene il re dei Geati. Cinquant'anni dopo, Beowulf fronteggia e uccide un drago, ma viene mortalmente ferito nello scontro. Tra le altre opere rappresentative del periodo, trovata nello stesso manoscritto di Beowulf, c'è Giuditta, la riscrittura delle vicende narrate nel biblico libro di Giuditta relativo alla decapitazione di Oloferne. Del testo rimangono 348 versi allitterativi. Rappresentativi della produzione agiografica sono la raccolta l'Antico Martirologio Inglese e l'autore Ælfric di Eynsham vissuto tra il decimo e l'undicesimo secolo dopo Cristo.
La quasi totalità degli autori della letteratura anglosassone sono anonimi: dodici di essi sono noti da fonti medievali, ma solo di quattro di loro si ha la certezza della paternità sui relativi testi: Cædmon (VII secolo), Beda il Venerabile (673-735), noto, in particolare, per l'opera Historia ecclesiastica gentis Anglorum (731 d.C.), Alfredo il Grande (849-899), Cynewulf (circa IX secolo). Cædmon è il primo poeta inglese di cui si conosca il nome e la sua unica opera superstite fino ad oggi, chiamata l'Inno di Cædmon, è stata composta tra il 658 e il 680 dopo Cristo, trascritta nell'ottavo secolo e sopravvive attualmente in 14 copie manoscritte accertate e quindi è il primo esempio di letteratura inglese antica e concorre con le incisioni in runico della croce di Ruthwell e del cofanetto Franks per essere il primo esempio attestato di poesia in antico inglese. La poesia Il sogno della croce incisa sulla croce di Ruthwell è inoltre uno dei primi esempi di poesia in una delle lingue germaniche.
Tre secoli più tardi, il re Alfredo il Grande tradusse uno dei primi testi inglesi di prosa, il trattato latino Cura Pastoralis di papa Gregorio magno.

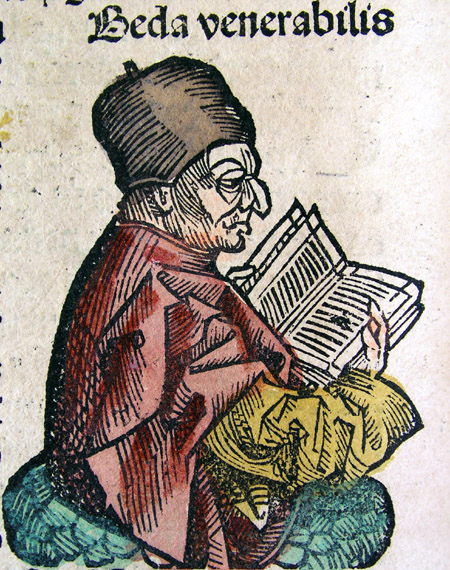
Beda il Venerabile ritratto nelle Cronache di Norimberga (1493)

Uno dei principali esempi del genere della cronaca è la Cronaca anglosassone, una raccolta di annali in inglese antico che tratta della storia del popolo anglosassone. Di essa sono sopravvissuti nove manoscritti, alcuni integralmente, altri in frammenti: non tutti hanno il medesimo valore storico e si pensa che nessuno di essi sia la versione originale dell'opera. Il più antico dei manoscritti risale al periodo finale del regno di Alfredo il Grande durante il IX secolo, mentre il più recente è stata terminata nell'abbazia di Peterborough nel 1116.
Quasi tutto il materiale delle Cronache anglosassoni è redatto nella forma di annale a partire dal 60 a.C. (data dell'assalto alla Britannia da parte di Giulio Cesare) fino all'anno contemporaneo alla data della cronaca in questione. Il poema convenzionalmente chiamato La battaglia di Maldon, di data incerta, basata su un evento storico, avvenuto il 10 agosto 991, in cui gli anglosassoni tentarono senza successo di fermare una vichinga. Di quest'opera rimangono solo 325 versi e sia la parte iniziale che quella finale sono andate perdute.
Altra opera rappresentativa è il poema The Wanderer conservato nell'antologia nota come The Exeter Book, un manoscritto datato intorno al X secolo. Il poema consta di 115 versi allitterativi e come la maggior parte delle altre opere in inglese anglosassone, sia il nome del suo compositore originario sia quello di colui che l'ha trascritto sul The Exeter Book, in cui il testo non ha un titolo, che dunque gli è stato attribuito convenzionalmente. Il vagabondo a cui il titolo fa riferimento medita, durante il suo esilio solitario, sulla sua gloria passata da guerriero al servizio del suo signore, sui suoi attuali disagi e sui valori di tolleranza e fede in Dio. Sempre nel The Exeter Book, si trova il poema The Seafarer, consistente di 124 versi seguiti dalla parola "Amen". In passato è stato spesso considerato un'elegia, ovvero poema di carattere malinconico. Tuttavia alcuni studiosi hanno notato che il contenuto dell'opera ha legami con i libri sapienziali e nel Cambridge Old English Reader (2004) Richard Marsden scrive che: "È un poema esortativo e didattico, in cui le miserie dell'andare per mare d'inverno sono utilizzate come metafora per rappresentare le sfide affrontate dai cristiani devoti" (p. 221).
Durante questa fase della letteratura inglese, non vengono dimenticate le opere dell'antichità classica e molti testi filosofici della tarda antichità vengono riadattati nei poemi anglosassoni oppure tradotti. Lo stesso Alfredo il Grande tradurrà il De consolatione philosophiae di Severino Boezio. L'opera Metres of Boethius s'inspirerà a questa traduzione per creare una serie di poesie in versi allitterativi adattandoli dai metri latini.

## Letteratura in medio inglese (XI-XV secolo)
Dopo la conquista normanna da parte di Guglielmo il Conquistatore nel 1066, la lingua anglosassone scritta divenne sempre meno comune e subì l'influenza della lingua degli occupanti, il francese, che era divenuto l'idioma di tutta l'aristocrazia. L'integrazione procedette in entrambi i sensi: lentamente la parlata dagli occupanti si trasformò nella cosiddetta lingua anglo-normanna, mentre l'inglese antico incorporò numerosi termini di provenienza francese e divenne quello che poi sarà chiamato inglese medio o Middle English. Inoltre il potere politico non era più nelle mani degli anglosassoni così la lingua letteraria del Sassone Occidentale non ebbe più influenza sugli altri dialetti e la letteratura in middle english venne scritta dai diversi autori nei rispettivi dialetti e attraverso le influenze che ciascuno aveva subito.

### La letteratura sacra e traduzioni della Bibbia

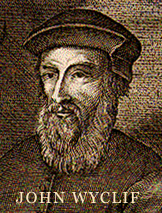
John Wycliffe

In questo periodo la letteratura religiosa continuò a essere popolare e vennero sia scritte che tradotte diverse agiografie, tra cui ad esempio La vita di San Audrey, oppure la cronaca della vita di Anselmo d'Aosta da parte di Eadmero di Canterbury (c. 1060- c. 1126), e anche la raccolta South English Legendary.
Particolarmente importanti sono le traduzioni della Bibbia, specialmente quelle eseguite da John Wycliffe, che aiuteranno l'inglese a imporsi come lingua letteraria. L'insieme di traduzioni in Middle English eseguite sotto l'egida di Wycliffe, tra il 1382 e il 1395, furono la base del movimento pre-protestante dei lollardi, un gruppo che rigettava molti degli insegnamenti propri della Chiesa cattolica. Lo stesso Wycliffe, importante teologo, fu allontanato dall'università di Oxford nel 1381 per critiche alla Chiesa. La gran parte dei cristiani dell'Europa occidentale medievale conosceva i passi della Bibbia solo in forma orale attraverso la lettura delle scritture e le omelie e, a eccezione dei passi citati nei misteri, la sentivano solo in latino. Anche se pochi al tempo sapevano leggere, la traduzione in linguaggio vernacolare ha "aiutato i cristiani a studiare il vangelo nella lingua con cui conoscevano meglio la parola di Cristo". Sebbene la traduzione fosse stata proibita, essa divenne molto popolare. Infatti i testi biblici tradotti da Wycliffe costituiscono i più comuni manoscritti della letteratura del Middle English in nostro possesso, per un totale di quasi 200 opere manoscritte.
Nel corso del XIV secolo sono state prodotte altre opere di argomento religioso tra cui le Rivelazioni del divino amore di Giuliana di Norwich, che dovrebbe essere la prima opera letteraria pubblicata da una donna in lingua inglese e che tratta di un pellegrinaggio in vari luoghi sacri in Europa e Asia, e le opere di Richard Rolle e i manoscritti del gruppo Katherine.

### Ilromancecavalleresco

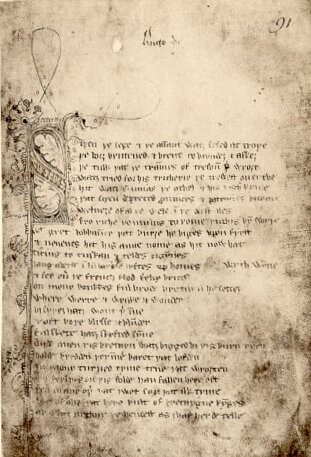
Manoscritto originale del poema Sir Gawain e il Cavaliere Verde, Cotton Library

Attraverso la traduzione che Layamon fa del Roman de Brut del normanno Robert Wace, appare per la prima volta nella letteratura inglese la figura di re Artù e dei cavalieri della Tavola Rotonda. Essa inoltre è la prima opera storiografica a comparire in lingua inglese dal tempo delle cronache anglosassoni.
Da opere come questa trae ispirazione un nuovo genere letterario, che nasce in Inghilterra intorno al XII secolo, il romances cavalleresco con opere quali King Horn e Havelock the Dane basato su originali anglonormanni come il Romance of Horn del 1170 circa. Ma è nel XIV secolo che cominciano ad apparire opere letterarie di grande rilievo. Il primo è il poema narrativo allegorico in versi allitterativi non rimati Piero l'Aratore o Visio Willelmi de Petro Plowman (scritto tra il 1360 e il 1387) unica opera di William Langland. Un altro è il poema cavalleresco Sir Gawain e il Cavaliere Verde di un anonimo chiamato Pearl Poet.
Quest'opera è una delle meglio conosciute del ciclo arturiano. Sviluppata da tradizioni inglesi, gallesi e irlandesi, Sir Gawain è uno dei meglio conosciuti esempi della letteratura del ciclo arturiano e focalizza la propria attenzione sui classici valori cavallereschi: come da classico esempio del genere cavalleresco, esso narra di un eroe che deve affrontare una sfida per provare il suo valore. Il manoscritto originale dell'opera si trova nel codice Cotton Nero A X/2 che contiene altre tre opere, generalmente ritenute dello stesso autore: due sono poemi didattici con intento moralistico Patience e Purity, uno è un poema elegiaco, Pearl. Queste opere sono scritte nell'allora dialetto delle Midlands, molto diverso da quello londinese di Chaucer, e meno influenzato dalla lingua francese e che presenta molte più parole di origine dialettale, provenienti dalle lingue scandinave.
Nel XV secolo, compare l'opera La morte di Artù di Thomas Malory, che venne stampata da William Caxton nel 1485 e che è un insieme di opere francesi e inglesi su re Artù ed è tra i primi libri stampati in inglese. Lo scritto divenne molto popolare e influenzò una ripresa d'interesse per le opere del ciclo arturiano.

### Geoffrey Chaucer

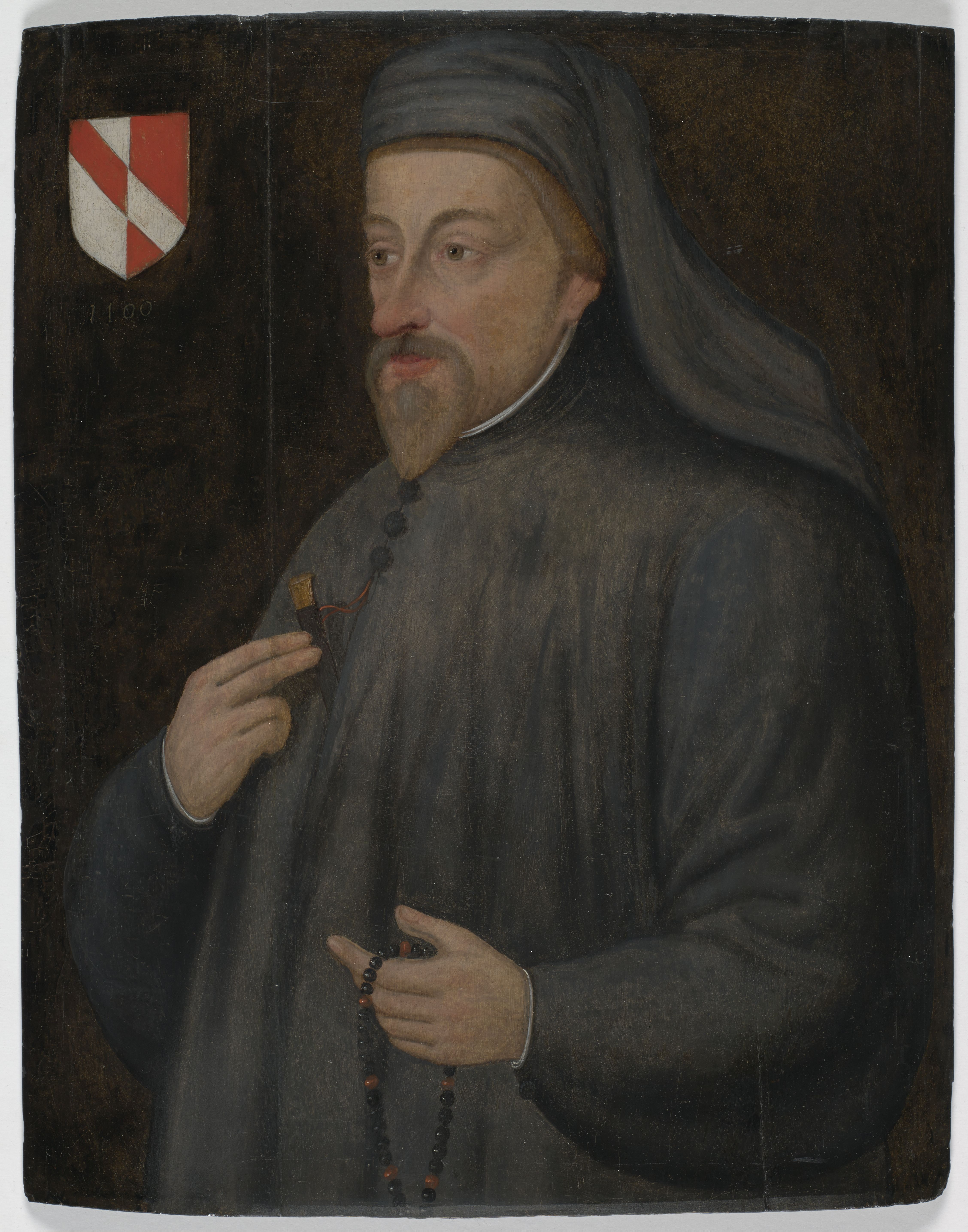
Geoffrey Chaucer

Proprio al dialetto di Londra a quel tempo ci si riferisce con il nome di Chancery Standard che diventerà poi maggioritario in tutta l'Inghilterra verso gli anni settanta del XV secolo determinando l'evoluzione del Middle English. Uno degli scrittori che usano il Chancery Standard, nonché il più conosciuto autore inglese in questa fase della letteratura, è Geoffrey Chaucer (1343-1400).
Autore di diverse opere tra cui Il libro della duchessa, La casa della fama, La leggenda delle donne eccellenti, Troilo e Criseide, è maggiormente noto per l'opera I racconti di Canterbury: una raccolta di racconti, scritti per lo più in prosa ma taluni in poesia, inseriti in una complessa cornice che vede i singoli racconti come brani narrati l'un l'altro da dei pellegrini in viaggio da Southwark alla cattedrale di Canterbury per rendere omaggio alla salma di san Tommaso Becket.
L'opera di Chaucer è stata determinante per legittimare l'inglese come lingua letteraria dominante in Inghilterra al posto del francese e del latino. Bisogna infatti ricordare che essa non era ancora affermata come lingua della cultura, ad esempio il letterato John Gower (1330-1408), amico personale di Chaucer, scrisse tre opere: Mirror de l'Omme, Vox Clamantis e Confessio Amantis rispettivamente in francese anglonormanno, latino e Middle English, il che fa capire quanto questo trilinguismo a livello della lingua colta fosse affermato.

### Il teatro medievale
Nel medioevo cominciò a svilupparsi il teatro nelle lingue vernacolari europee. Le forme di teatro primitive potrebbero essere emerse da rudimentali messe in scena durante la messa. Nacquero i cosiddetti misteri, messi in atto davanti ai portici delle cattedrali da attori improvvisati durante le feste, che si evolsero man mano in forme di rappresentazione più complesse, come si sarebbe visto nel teatro dell'età elisabettiana. Un'altra forma in cui si espresse il teatro medievale furono le tradizionali mummers plays, una forma di teatro di strada basato sul tradizionale ballo del Morris, che aveva soggetti trattati dalla tradizione religiosa (San Giorgio e il drago) o laica (Robin Hood). Gli attori di queste operette si spostavano di città in città e recitavano in cambio di denaro e ospitalità.
I misteri sono comunque tra le prime rappresentazioni formalizzate nell'Europa medievale. Essi avevano soggetti tratti dalla Bibbia, si svolgevano nelle chiese e avevano la forma di tableau vivant accompagnati dal canto. I misteri si svilupparono tra il decimo e il sedicesimo secolo, raggiungendo la massima popolarità nel quattordicesimo prima di divenire obsoleti a causa del nascere del teatro professionale. Il nome "misteri", utilizzato nel senso di "miracoli", deriva dal latino misterium ovvero cerimonia oppure dal riferimento ai misteri della fede.
Abbiamo in nostro possesso quattro raccolte complete o quasi complete di drammi a sfondo biblico inglesi del tardo medioevo. Sebbene ci si riferisca a queste raccolte come "cicli", ora si ritiene che questo termine possa attribuire a queste opere più coerenza interna di quanto effettivamente non ne abbiano. La più estesa di queste raccolte è il ciclo di York, comprendente quarantotto drammi, che vennero messi in scena nella città di York dalla metà del quattordicesimo secolo fino al 1569. Un'altra raccolta importante è il ciclo di Wakefield, contenente trentadue opere, probabilmente messe in scena durante la festa del Corpus Domini, nella città di Wakefield nel il tardo medioevo e fino al 1576.

## Letteratura rinascimentale (1500-1660)
L'introduzione della stampa in Inghilterra a opera di William Caxton nel 1476, sancisce la definitiva preponderanza della lingua inglese anche a livello della cultura. Inoltre la Riforma spinge a creare opere religiose in lingua vernacolare anziché in latino che portarono alla stesura del Libro delle preghiere comuni. Il rinascimento inglese è un movimento artistico e culturale che si muove insieme al più ampio rinascimento europeo che trova la sua origine e il suo fulcro in Italia. Come gran parte dei paesi nordici, l'Inghilterra subì in ritardo l'influenza del rinascimento ma durante l'età elisabettiana le idee rinascimentali penetrarono nel paese. Gli argini temporali del rinascimento in Inghilterra vanno dunque dall'ultima parte XV secolo a quella terminale del XVII.

### L'influenza latina e italiana

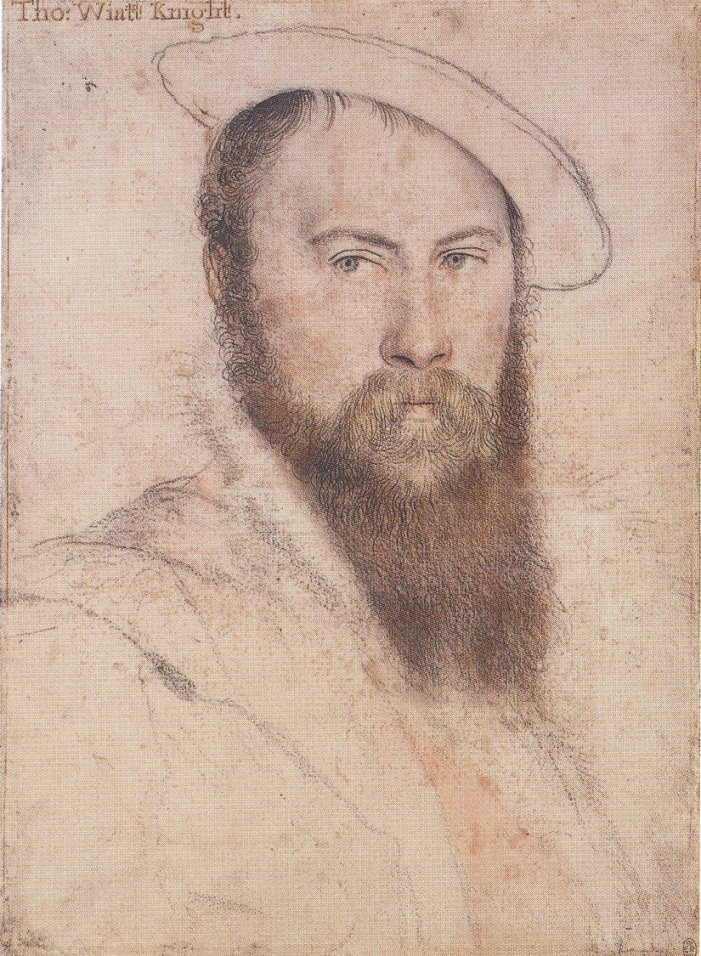
Sir Thomas Wyatt introdusse in Inghilterra lo schema metrico del sonetto petrarchesco

Durante i regni di Elisabetta I (1558-1603) e di Giacomo I (1603-25) si affermò un movimento culturale, che trovava a Londra il proprio cardine, che viene considerato l'apice del rinascimento inglese e che eccelse nella produzione poetica e drammaturgica. Gli autori teatrali inglesi combinarono l'influenza del teatro medievale con la riscoperta dei classici del teatro romano: Seneca per la tragedia, Plauto e Terenzio per la commedia. L'Italia rimase un importante centro d'ispirazione per le opere rinascimentali in Inghilterra. Ad esempio, il linguista e lessicografo Giovanni Florio (1553-1625), il cui padre era italiano e che si autodefinì "un inglese italiano", lavorò alla corte di Giacomo I e portò molto del linguaggio della cultura italiana in Inghilterra. Egli inoltre tradusse in inglese le opere del francese Michel de Montaigne.
L'influenza italiana può essere anche trovata nella poesia di Thomas Wyatt (1503-42), uno dei primi poeti del rinascimento inglese, che introdusse molte innovazioni e, insieme a Henry Howard, ha introdotto, agli inizi del XVI secolo il sonetto italiano in Inghilterra. L'idea di Wyatt era di sperimentare con la lingua inglese per civilizzarne il popolo e farlo prevalere sui propri vicini. Mentre una parte consistente della sua produzione letteraria consistette nella traduzione e nell'imitazione dei sonetti di Petrarca, scrisse anche dei sonetti propri. Wyatt s'ispirava a Petrarca quanto al contenuto delle proprie poesie ma ne variava lo schema ritmico. Mentre il sonetto petrarchesco consisteva in un'ottava, con schema ritmico abba abba seguita da un sestetto con diversi possibili schemi ritmici ma che non terminava mai con una rima baciata, quelle di Wyatt ricopiavano lo schema dell'ottava, ma trasformò quello dei sestetti in abba cc. Questo poi evolverà nel classico sonetto inglese con tre quartine e una rima baciata finale.

### La poesia rinascimentale

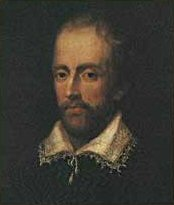
Edmund Spenser

Tra i maggiori poeti rinascimentali abbiamo Edmund Spenser (1552-99) che fu l'autore del poema La regina delle fate, composto tra il 1590 e il 1596, un poema epico-allegorico che celebrava la Dinastia Tudor e la regina Elisabetta. Un'altra figura di spicco è Philip Sidney (1554-1586) che fu poeta, cortigiano e soldato noto per la raccolta Astrophil e Stella e opere quali La difesa della Poesia e il romanzo Arcadia. Altri autori, come Thomas Campion, scelsero di scrivere poesie pensate per essere messe in musica e cantate.

### William Shakespeare
In questo periodo di fermento culturale emerge fortemente la figura di William Shakespeare (1564-1616) che viene spesso considerato il più grande scrittore in lingua inglese e come il più eminente drammaturgo della cultura occidentale. Shakespeare non nasce come intellettuale di professione e probabilmente non ebbe neppure, in un primo tempo, un'istruzione molto approfondita: non fu un uomo di legge né un aristocratico come i talenti che monopolizzavano la cultura inglese del suo tempo, ma con il suo estro riuscì a superare, a livello d'impatto culturale, gli stessi intellettuali di "professione". La stessa lingua inglese rimase influenzata dalla sua opera, con molte formule e termini attualmente utilizzati nel linguaggio colloquiale.

#### Opere teatrali

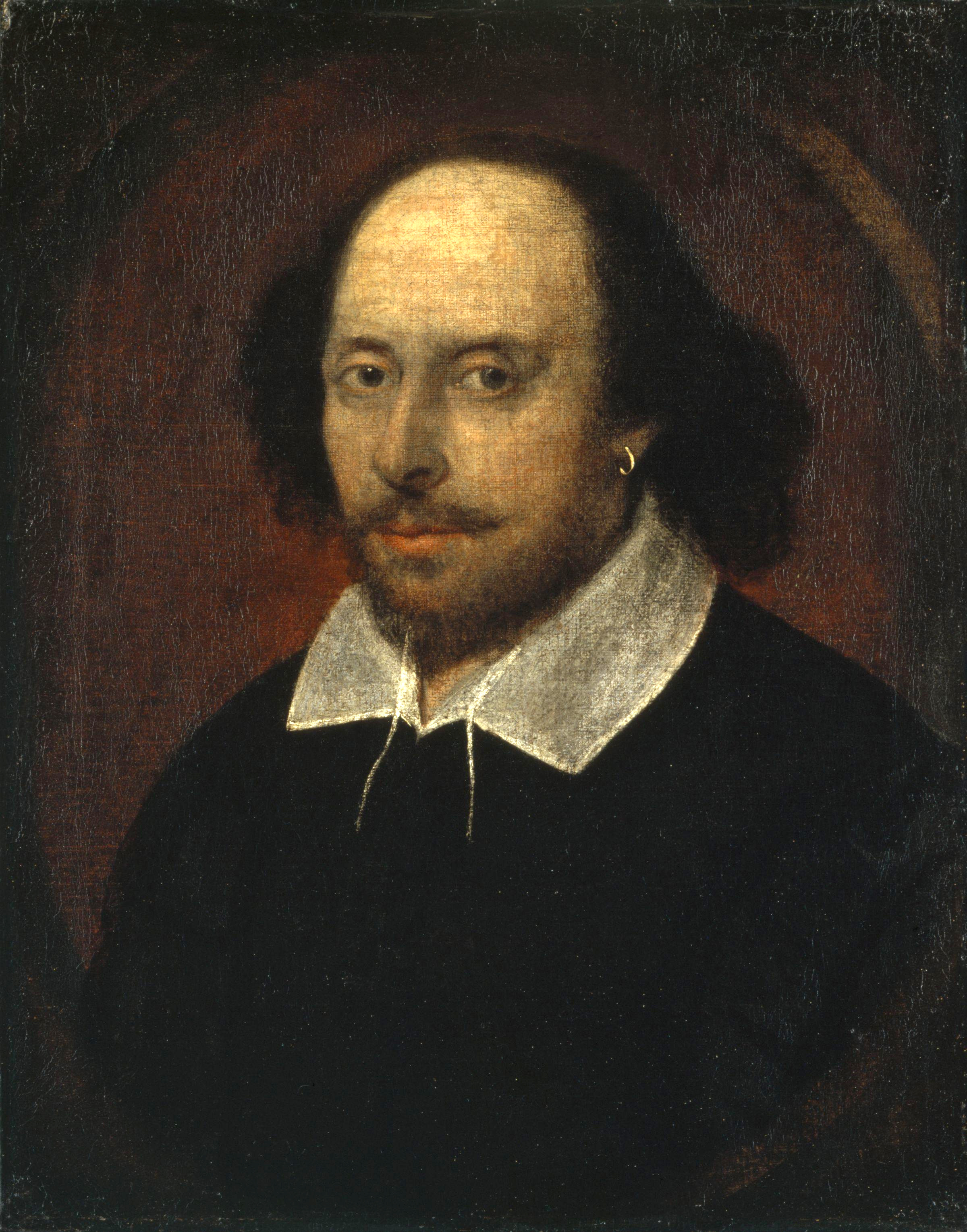
William Shakespeare spesso considerato come uno dei più grandi autori in lingua inglese

La più nota produzione di Shakespeare sono le sue opere teatrali, egli esplorò diversi generi di teatro e le sue opere sono convenzionalmente divise in tragedie, commedie e drammi storici, anche se spesso queste opere vengono inquadrate in gruppi più specifici come quello delle tragicommedie o del tardo romances shakespeariano. Lo scrittore nasce come comico e le sue prime opere ricalcano la commedia classica di stile italiano, come ad esempio La commedia degli errori (1592), che basa la propria comicità su equivoci e scambi di persona, ma che apre la strada all'atmosfera delle sue grandi commedie dopo il 1590. Sogno di una notte di mezza estate (1595) è una miscela di scene di romanzesco, magia e commedia rustica. Seguono le grandi commedie Molto rumore per nulla(1598-99), Come vi piace (1599-1600) e La dodicesima notte (1601). Tra i drammi storici troviamo il lirico Riccardo II (1595), scritto quasi interamente in versi, dopo il quale Shakespeare introduce la prosa anche nelle sue opere tragiche come, ad esempio, avviene nell'Enrico IV diviso in una prima (1597) e in una seconda parte (1598) ed Enrico V (1598-99).

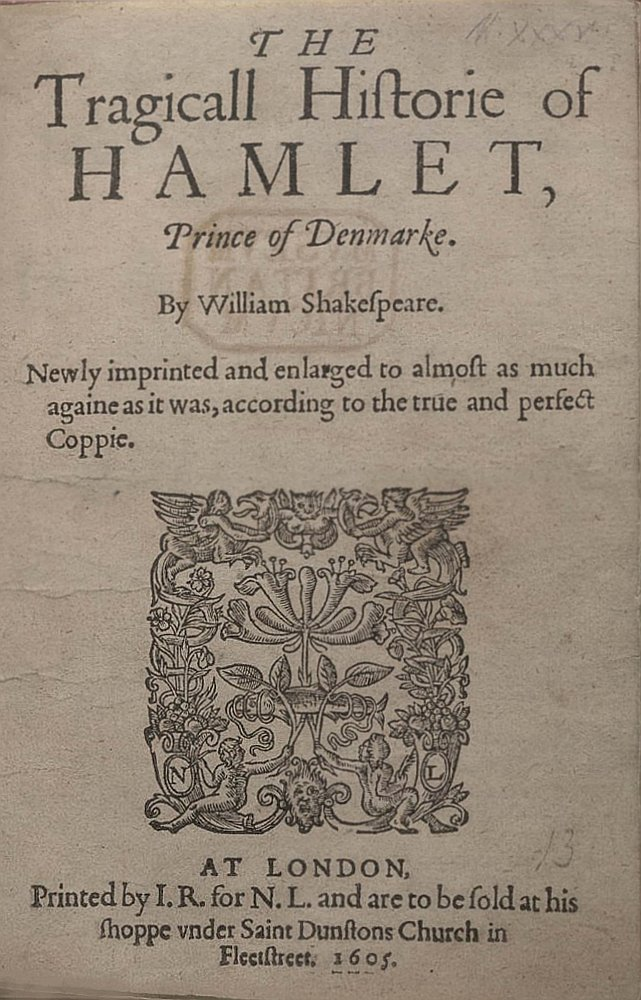
Amleto è una delle più conosciute opere teatrali shakesperiane

I suoi personaggi diventano più complessi e insicuri, mentre l'autore comincia a variare abilmente, nella stessa opera, tra scene serie e altre spinte da un'acuta ironia. Appaiono così due nuove opere, le prime tragedie: la celebre Romeo e Giulietta (1591-95) e il Giulio Cesare (1599), una tragedia il cui sfondo storico è basato su una traduzione del 1579 di Thomas North delle Vite parallele di Plutarco. A questo punto l'attività shakespeariana continua con le commedie Misura per misura (1603) e Tutto è bene quel che finisce bene (1602-1603) e con le grandi e più note tragedie: Amleto (1600-1602), Otello (1604), Macbeth (1605-1608), Re Lear (1605-1606) e Antonio e Cleopatra (1607). Queste opere si concentrano sulla debolezza umana e su difetti comportamentali o scelte sbagliate che rovesciano l'ordine sociale e conducono alla rovina l'eroe e i suoi cari.
Nel periodo finale della sua carriera, Shakespeare lavora a opere oggi inserite dai critici in un altro settore rispetto alla classificazione tripartita: quello dei romances o tragicommedie. Lavori mirabili di questo genere sono Cimbelino (1609), Pericle, principe di Tiro (1607-1608-scritta in collaborazione con altri autori), Il racconto d'inverno (1610-11) e La tempesta (1611), generalmente considerata l'addio alle scene da parte dell'autore. Queste opere sono più cupe rispetto alle commedie del tardo XVI secolo, ma si differenziano dalle tragedie sia per i toni meno tetri che per il fatto che errori potenzialmente tragici vengono in esse perdonati senza sfociare in epiloghi drammatici ma con una riconciliazione. Alcuni critici hanno imputato questo cambiamento rispetto alle tragedie a una più serena visione della vita da parte di Shakespeare, ma esso potrebbe rappresentare anche un cambiamento nel gusto teatrale del tempo, a cui l'autore si è adeguato. Dopo la tempesta si attribuiscono a Shakespeare le opere Enrico VIII e I due nobili congiunti probabilmente scritte entrambe con l'aiuto di John Fletcher. Complessivamente, attenendosi alla classificazione tradizionale di Shakespeare si contano in tutto 12 tragedie, 15 commedie e 10 drammi storici.

#### Sonetti
L'altra porzione della produzione shakespeariana è costituita dai Sonetti, un genere che con Shakespeare si distanziò molto dall'originale petrarchesco. Nella raccolta che si è fatta della sua produzione, si annoverano in tutto 154 sonetti che furono originariamente pubblicati nel 1609 con il titolo di SHAKE-SPEARES SONNETS: never printed before (ovvero Sonetti di Shakespeare: mai stampati prima. Tuttavia il sonetto 138 e 144 erano già stati pubblicati nel 1599 nella raccolta di diversi autori Il pellegrino appassionato). I temi centrali delle poesie sono il tempo, l'amore, la bellezza e la morte. I primi diciassette sonetti, chiamati sonetti matrimoniali, sono indirizzati a un giovane a cui chiedono di sposarsi e avere figli per immortalare in essi la propria bellezza, trasmettendola alle generazioni future. In altri sonetti l'autore esprime il proprio amore e nel contempo riflette sui temi della solitudine, della morte e della caducità della vita, oppure critica il giovane che sceglie come amante un rivale.

### Altri autori del teatro elisabettiano

#### Le prime opere teatrali

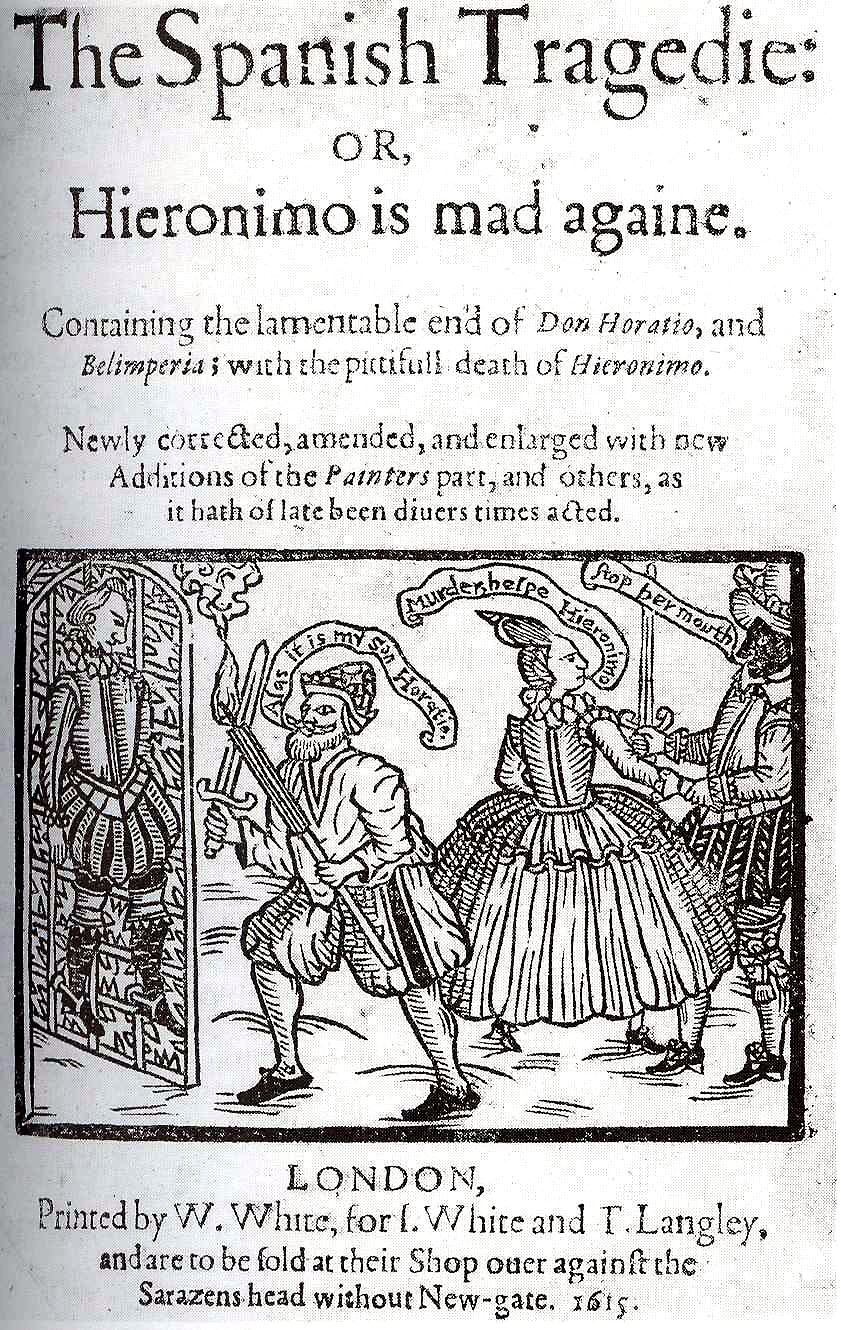
La tragedia spagnola

Tra le prime opere dell'età elisabettiana si annoverano Gorboduc (1561) di Thomas Sackville e Thomas Norton e La tragedia spagnola di Thomas Kyd. Gorboduc è importante soprattutto per aver introdotto nel teatro il blank verse creato da Howard e per gli elementi del suo impianto narrativo, riprendendo dagli spettacoli medievali e dalle tragedie senechiane un'ispirazione che seguiranno anche i successivi autori teatrali. La tragedia spagnola, sottotitolata Hieronimo is Mad Again di Kyd, scritta tra il 1582 e il 1592, divenne molto popolare al suo tempo e influenzerà le opere successive, creando un nuovo genere letterario all'interno del teatro inglese: quello della tragedia di vendetta. La sua trama contiene infatti molte scene di assassinio e uno dei suoi personaggi è la personificazione della Vendetta. L'opera sarà spesso citata, anche parodiandola, da altri scrittori teatrali elisabettiani, tra cui Shakespeare, Ben Jonson e Christopher Marlowe. Molti elementi della Tragedia Spagnola come l'uso di una rappresentazione interna alla rappresentazione per scoprire l'assassino o la presenza di un fantasma intenzionato a vendicarsi, appariranno nell'Amleto di Shakespeare. Thomas Kyd è inoltre spesso considerato l'autore dell'ipotetico Ur-Hamlet, che potrebbe essere stato la fonte primaria d'ispirazione per l'Amleto shakespeariano.

#### Christopher Marlowe

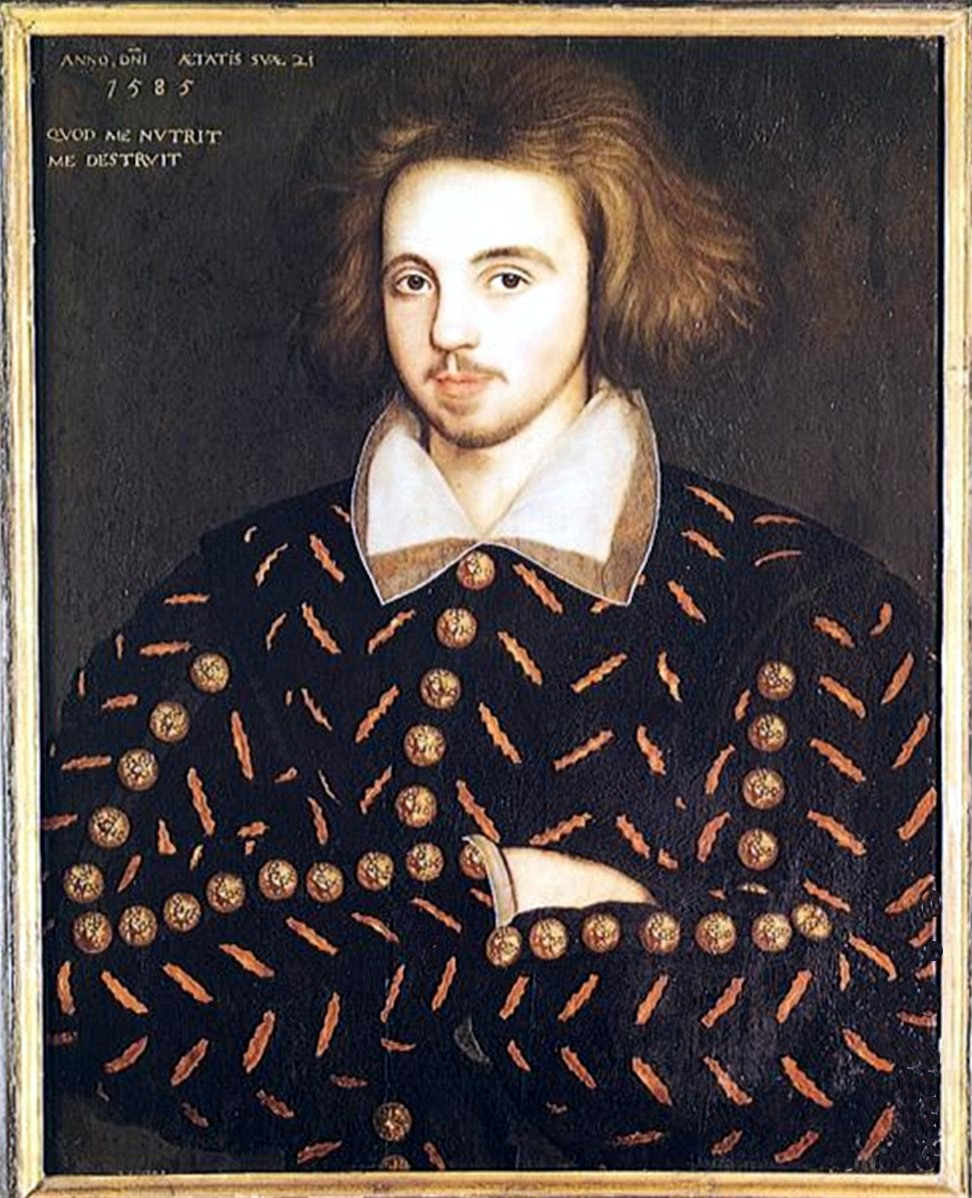
Christopher Marlowe

Christopher Marlowe (1564-1593) è un altro importante autore del teatro elisabettiano, la cui produzione ha come tema di fondo il dramma morale del dotto rinascimentale e del suo desiderio di conoscenza. Egli rielabora il tradizionale racconto popolare tedesco del Faust, reinterpretandolo ne La tragica storia del Dottor Faust (circa 1592), che tratta di uno scienziato, il Dottor Faust, appunto, che ossessionato dalla sua sete di conoscenza e dal desiderio di accrescere il livello di tecnologia in possesso degli uomini, vende al diavolo la sua anima in cambio del sapere. Faust è anche ispirato allo schema tipico delle morality play medievali, nel loro scenario ricco di temi quali la tentazione, la dannazione e del loro uso di personificazioni della moralità come l'angelo del bene o quello del male, di Lucifero e di Mefistofele.

#### Thomas Dekker
Thomas Dekker (circa 1570-1623) è stato, tra il 1592 e il 1602, l'autore, spesso in collaborazione con altri, di circa quaranta opere teatrali. È ricordato in particolar modo per La festa dei calzolai (1599), un'opera di cui sembra essere il solo autore. Dekker è noto per la sua capacità di trasmettere un ritratto fedele della vita quotidiana della Londra del tempo e per la sua attenzione per i poveri e gli oppressi.

#### Ben Jonson

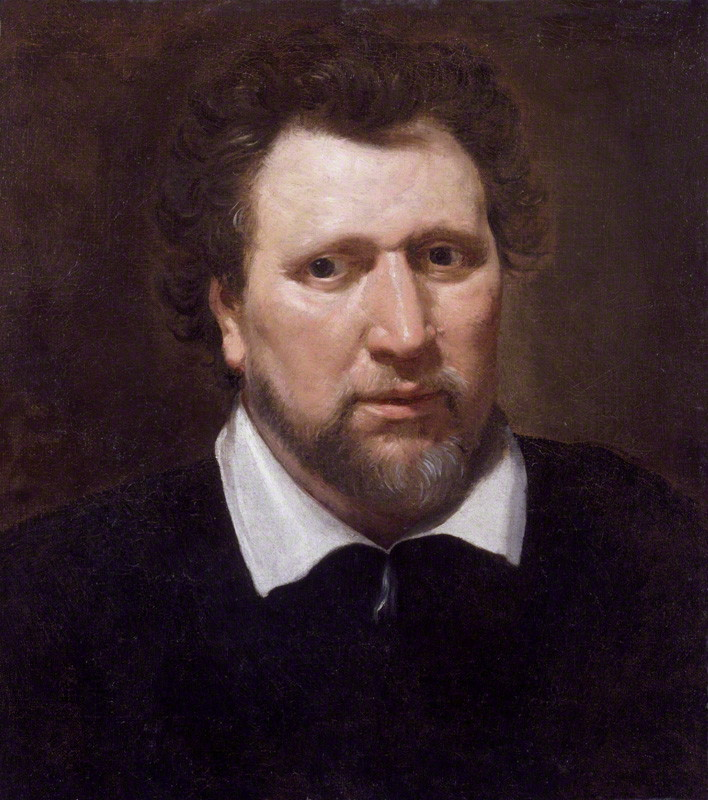
Ben Johnson

Dopo la morte di Shakespeare, il poeta e drammaturgo Ben Jonson (1572-1637) divenne una figura di spicco all'interno della letteratura dell'età giacobita. Lo stile di Jonson si rifà al medioevo e, a quanto traspare dalle sue opere, egli è un sostenitore della teoria umorale della medicina. Secondo la teoria medica del suo tempo, le differenze comportamentali sono il risultato dello squilibrio tra quattro "umori" presenti all'interno del corpo umano (sangue, flegma, bile nera e bile gialla), tali umori corrispondono rispettivamente a ognuno degli elementi di cui si credeva fosse composto il mondo: aria, acqua, terra e fuoco. Nelle sue commedie, vengono creati dei tipi umani basati su questa teoria e sui personaggi comici tipizzati della letteratura latina. Tuttavia, nelle sue opere migliori, i personaggi "sono così vitali da assumere una personalità che trascende il tipo". Jonson è famoso soprattutto per la commedia Volpone (1605-1606) e altre opere di rilievo sono Epicene, o la donna silenziosa (1609), L'Alchimista (1610) e Bartholomew Fair (1614).

#### Beaumont e Fletcher
Tra i seguaci dello stile di Jonson troviamo Francis Beaumont (1584-1616) e John Fletcher (1579-1625), già collaboratore di Shakespeare nelle sue ultime opere, i quali collaborarono per molte opere, tra cui la popolare commedia The Knight of Burning Pestle (1607), una satira sull'emergente middle class, specialmente su quei nuovi ricchi che pretendevano di dettare il gusto letterario senza sapere alcunché di letteratura.

### Le grandi traduzioni
Il letterato George Chapman (circa 1559-1634) è stato un autore di tragedie, ma è oggi noto per le sue traduzioni in inglese dell'Iliade  e dell'Odissea. La sua è la prima traduzione integrale di entrambi i poemi in inglese e avrà una profonda influenza sulla letteratura successiva, ispirando, tra l'altro, il famoso sonetto di Keats On First Looking into Chapman's Homer del 1816.
Un altro importante lavoro in prosa degli inizi del XVII secolo è la Bibbia di re Giacomo, uno dei maggiori progetti di traduzione della letteratura inglese, cominciato nel 1604 e terminato nel 1611 e che spiccò tra le varie altre traduzioni della Bibbia in inglese che erano cominciate con l'attività di William Tyndale, e divenne la traduzione di riferimento della chiesa anglicana. Il progetto venne guidato dal re Giacomo in persona, a capo di un gruppo di quarantasette studiosi.

### La poesia metafisica

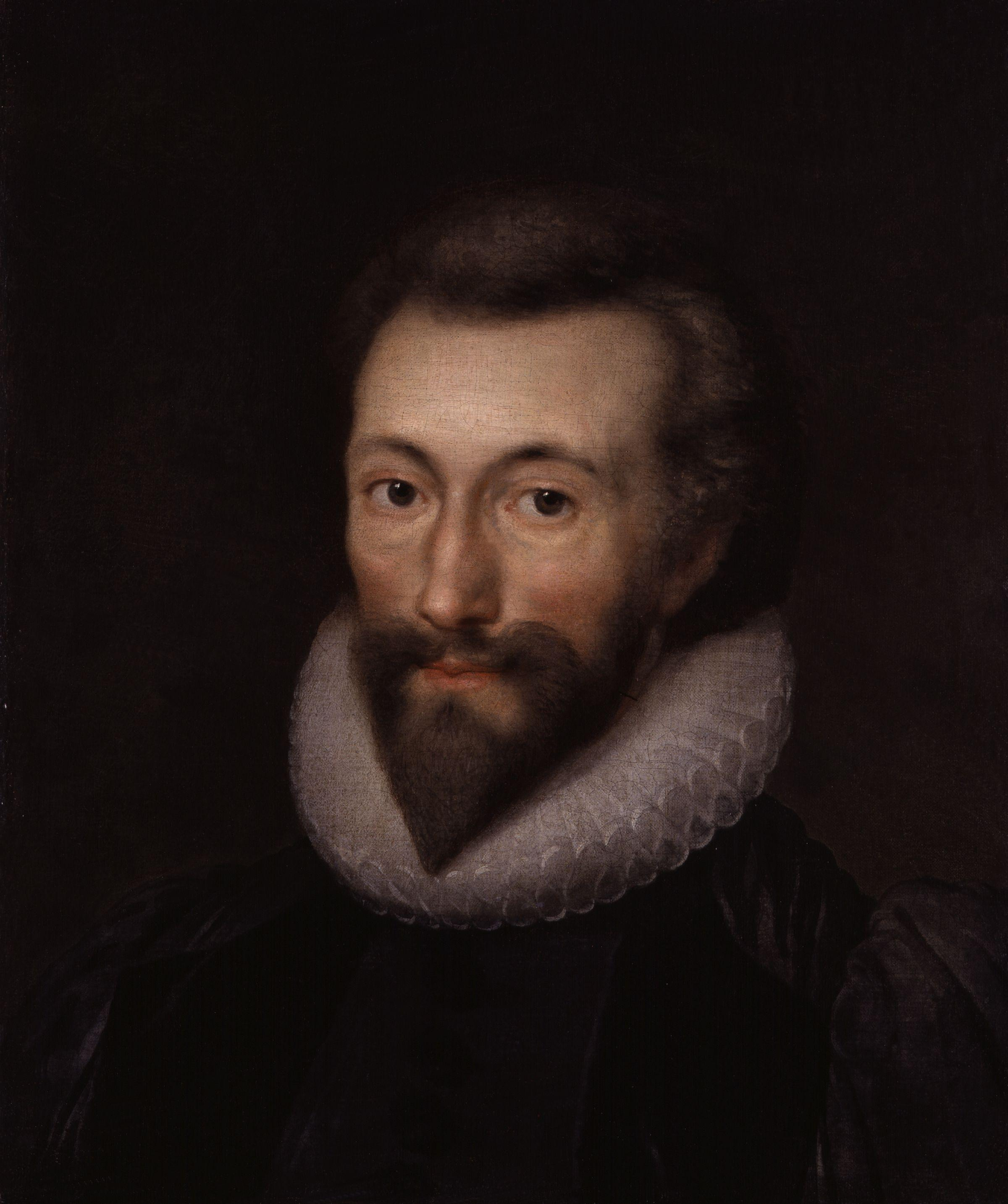
John Donne è il più noto esponente della poesia metafisica

Dopo Shakespeare e Jonson i maggiori poeti della prima parte del XVII secolo sono i cosiddetti poeti metafisici, i cui maggiori rappresentanti sono: John Donne (1572-1631), George Herbert (1593-1633), Henry Vaughan (1621-1695), Andrew Marvell (1621-1678), Richard Crashaw (1613-1649), Thomas Traherne (1636-1674). Il loro stile è caratterizzato da concettismo e gusto per le metafore ardite o inusuali, per i giochi di parole e salti logici. Utilizzano schemi metrici semplici, nel tentativo di rinforzare il contenuto dell'opera con la forma. La riunione di tutti questi poeti sotto il nome di poeti metafisici si deve a Samuel Johnson. Secondo la sua opinione questi poeti seguivano: "una sorta di discordia concors; un accostamento d'immagini contrastanti o la scoperta di somiglianze nascoste tra cose apparentemente differenti." La loro poesia divergeva dallo stile del loro periodo, contenendo più allusioni alle scoperte geografiche e scientifiche che non ai processi della natura e alla mitologia classica. Ci sono molti riferimenti ad argomenti religiosi nelle loro opere.

### Il racconto utopico
Nel XVII secolo si assiste in Inghilterra all'affermazione del racconto utopico, con opere quali La nuova Atlantide (1626) di Francesco Bacone e The Blazing World (1668) di Margaret Cavendish. Il termine Utopia, tra l'altro, era stato coniato nel 1516 dall' umanista e politico inglese, Tommaso Moro, quando scrisse, appunto, l'Utopia.

### John Milton

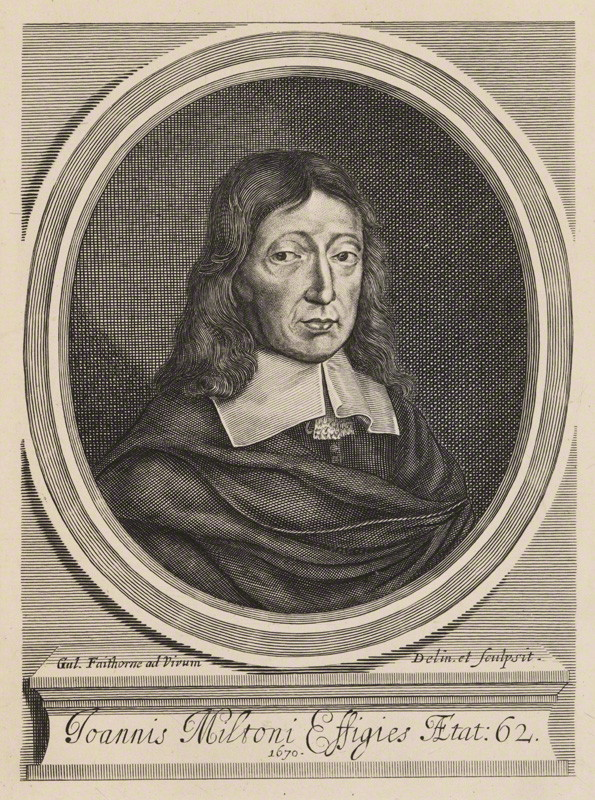
John Milton

John Milton (1608-74) è stato il più grande poeta di questo periodo ed è considerato uno dei maggiori della letteratura inglese, noto principalmente per il suo capolavoro, il poema epico Paradiso perduto (1667). Altre sue opere sono le poesie L'allegro (1631) e Il Penseroso (1634), la masque Comus (1634), l'elegia Lycidas (1637), il poema Paradiso riconquistato (1671) e la tragedia I nemici di Sansone (1671). Le opere di Milton riflettono le sue convinzioni personali, il suo desiderio di libertà e di autodeterminazione, oltre che i gravi problemi e le turbolenze politiche del suo tempo. Scrivendo in inglese, latino e italiano, Milton ottenne una fama internazionale in vita. Scrisse anche di saggistica con la sua Areopagitica, in cui condannava la censura e che è considerato tra le più influenti e appassionate difese della libertà di parola e di stampa. William Hayley, nella sua biografia del 1796, lo considera "il più grande scrittore inglese" ed è generalmente considerato "uno dei maggiori scrittori in lingua inglese".

## Età della Restaurazione (1660-1700)

### La satira
Il più importante genere poetico di questo periodo è stato la satira. Buona parte delle pubblicazioni furono anonime, giacché era pericoloso diffondere testi satirici con il proprio nome: la legge sulla diffamazione rendeva difficile per un poeta satirico evitare il processo se nel suo testo si fosse letta la critica a un nobile, inoltre il poeta rischiava di essere attaccato non solo dalla nobiltà ma anche da manigoldi. John Dryden ad esempio venne aggredito semplicemente per essere sospettato di aver scritto una Satira sull'umanità. La conseguenza dell'anonimato, è che gran parte di queste poesie, anche se di valore, non venne pubblicata e rimase sconosciuta.

### John Dryden
John Dryden (1631-1700) è stato un poeta, critico letterario, traduttore e drammaturgo che dominò la scena letteraria del suo tempo tanto che il periodo della Restaurazione divenne noto nei circoli letterari come "l'età di Dryden". Egli rese l'heroic couplet lo standard della poesia inglese e scrisse con questo metro satire, poesie religiose, favole, epigrammi, omaggi e opere teatrali. Egli introdusse in poesia il verso alessandrino e la terzina, inoltre stabilì le licenze poetiche necessarie per adattare le parole all'heroic couplet. Le opere più importanti di Dryden sono poesie satiriche come l'eroicomico MacFlecknoe (1682). Hystan Hugh Auden lo considerava "il maestro dello stile medio" che era un modello per i suoi contemporanei e lo sarebbe stato per buona parte del XVIII secolo. La grave perdita che la comunità letteraria inglese percepì alla sua morte è resa evidente dalle elegie ad essa dedicate. Alexander Pope (1688-1744) fu fortemente influenzato da Dryden e spesso lo citò, mentre altri scrittori del Settecento s'ispirarono sia a Dryden che a Pope. Sebbene Ben Jonson era stato poeta laureato alla corte di Giacomo I, non era una carica formale allora mentre il primo a ricevere il titolo ufficiale di Poeta Laureato, come investitura reale, fu proprio Dryden con un documento ufficiale nel 1670. La nomina divenne poi una regolare istituzione britannica.

### La saggistica e le allegorie religiose
La prosa nel periodo della Restaurazione era dominata da scritti religiosi, la vede anche la nascita di due generi che in seguito fioriranno: il romanzo e il giornalismo. Gli scritti religiosi spesso sconfinavano in tematiche politiche o economiche. Durante la Restaurazione, John Locke scrive molte delle sue opere filosofiche. L'empirismo di Locke s'interroga su cosa sia la conoscenza e cerca di capire come possano gli uomini giungere a decisioni corrette. Locke si occupò anche di politica nei suoi Due trattati sul governo, che ispireranno i pensatori della guerra d'indipendenza americana. Locke analizza le società umane a partire da quelle più semplici a quelle più elaborate e come Thomas Hobbes, enfatizza la natura, pone enfasi sulla natura malleabile del contratto sociale. In un periodo che aveva assistito al crollo della monarchia assoluta, al tentativo e al fallimento della democrazia e alla restaurazione di una monarchia parlamentare solo un governo con basi flessibili poteva essere considerato soddisfacente. La Restaurazione aveva moderato gli scrittori più estremisti anche se il radicalismo resistette anche dopo di essa. Autori puritani come John Milton furono costretti ad adattarsi, mentre autori Fifth Monarchist, Diggers, livellatori, quaccheri, anabattisti che avevano predicato contro la monarchia e che avevano partecipato al regicidio di Carlo I furono in parte messi a tacere. Di conseguenza, scritti di forte critica furono costretti a circolare in segreto e i ruoli di coloro che avevano collaborato con il regime repubblicano vennero abbassati. John Bunyan è uno dei maggiori scrittori religiosi con il suo Il pellegrinaggio del cristiano che è un'allegoria della salvezza e una guida per una vita cristiana. Il libro è scritto con uno stile semplice e mostra l'influenza sia del dramma che del genere biografico e la conoscenza della grande tradizione allegorica di Edmund Spencer.

### Il giornalismo
I primi giornali vengono pubblicati in formato broadsheet: un singolo foglio di carta di ampie dimensioni con su scritte informazioni, spesso di parte, relative a singoli eventi. Comunque questo periodo vede la nascita del primo giornalismo professionale e periodico. Il giornalismo si sviluppò nel tardo periodo della Restaurazione, intorno al periodo in cui Guglielmo d'Orange reclamava il trono nel 1689. L'Inghilterra cominciò ad avere giornali quando Guglielmo giunse a corte da Amsterdam, in cui il giornalismo era già sviluppato. Nel 1711 esce il quotidiano The Spectator, fondato dallo scrittore e drammaturgo Joseph Addison, considerato padre del giornalismo inglese

### La nascita del romanzo
È impossibile porre una data soddisfacente come inizio del romanzo in Inghilterra. Comunque biografie fantasiose cominciano a distinguersi da altre forme di letteratura durante la Restaurazione. La lunga tradizione di romance esistente in Francia e Spagna era popolare in Inghilterra e veniva considerato un genere per donne e le signore che li leggevano venivano multate in quanto erano considerati un vizio. Una delle prime autrici di questo genere fu Aphra Behn, essa fu contemporaneamente uno dei primi autori di romanzi in Inghilterra e una delle prime donne. Il suo romanzo più famoso è Oronooko del 1688, la storia di un ipotetico re africano fatto schiavo in Suriname. Le opere della Behn risentono dell'influenza della tragedia e della sua esperienza come drammaturga.

### Il teatro
Quando il divieto dell'ex regime puritano sulle rappresentazioni pubbliche fu abolito, il teatro si riprese rapidamente. Le più famose opere della prima Restaurazione sono le commedie poco sentimentali e fortemente erotiche di John Dryden, William Wycherley, William Mountfort e George Etherege, che riflettevano l'atmosfera a Corte e celebravano l'uomo aristocratico e la sua vita sessuale fatta d'incessanti corteggiamenti e conquiste amorose. Dopo un forte calo sia qualitativo che quantitativo nella produzione teatrale negli anni ottanta del 1600, la metà degli anni novanta ha visto una breve rifioritura del genere, specialmente della commedia.
Importante esponente della commedia della Restaurazione fu invece il drammaturgo William Congreve (1670-1729).

## Letteratura del XVIII secolo (1700-1798)

### L'Augustan age(1700-1750)
Durante il XVIII secolo l'Inghilterra viene influenzata dall'Illuminismo che stava prendendo piede in Europa. Ciò spinge a un approccio razionale e scientifico ai problemi religiosi, sociali, politici ed economici, a una visione laica del mondo e a un senso di progresso e miglioramento. Il movimento è guidato da un gruppo di pensatori ispirato dalle scoperte di Isaac Newton e dai filosofi Cartesio, Locke e Bacone. Il loro obiettivo era di scoprire e intervenire su principi universalmente validi che disciplinerebbero l'umanità, la natura e la società e criticavano fortemente le autorità religiose e scientifiche, il dogmatismo, l'intolleranza, la censura e i limiti sociali ed economici. Consideravano lo Stato l'adeguato e razionale strumento per il progresso dell'uomo. L'estremo razionalismo e scetticismo di questo periodo portò al deismo. Lo spirito dell'epoca è incarnato dall'Encyclopédie redatta sotto la guida di Denis Diderot.
L'aggettivo "augusteo" riferito alla letteratura di questo periodo deriva da come gli autori dello stesso si riferivano a loro stessi, secondo il volere di Giorgio I d'Inghilterra che considerava così il proprio regno. Il re utilizzava il termine come sinonimo di grandezza, mentre gli scrittori vi vedevano un richiamo alla letteratura dell'età augustea che passò dall'essere una letteratura poco raffinata e di facile letturatura a una letteratura politica e molto lucida. Giacché tale metafora venne considerata adeguata per descrivere l'epoca, l'espressione "età augustea" per indicare il periodo 1689-1750 venne utilizzata da tutta la critica del diciottesimo secolo (tra cui Voltaire e Oliver Goldsmith). La letteratura di questo periodo tratta apertamente temi politici ed è consapevole dei dettami imposti alla letteratura e riflette un'epoca di esuberanza, scandalo, grande energia, inventiva e indignazione, in cui inglesi, scozzesi e irlandesi si sono trovati a gestire un'economia in grande espansione, che permetteva di innalzare il livello medio d'istruzione e permetteva di sentire i primi vagiti della rivoluzione industriale.
Il poeta più noto di quest'epoca è Alexander Pope (1688-1744). In un'epoca in cui i poeti erano limitati dall'idea di decoro e di usare le giuste parole per dare ai propri soggetti la massima gravità e serietà poetica, Pope scrive due capolavori del genere eroicomico: Il ricciolo rapito (1712) e La zucconeide (1728). Particolarmente importanti sono inoltre le sue traduzioni dell'Iliade (1715-20) e dell'Odissea (1725-26). L'alta artificiosità dei suoi testi, la rigida musicalità e l'aggressività delle sue satire furono oggetto di derisione per i poeti romantici ma dopo il 1930 la sua figura come poeta cominciò ad essere rivalutata ed è oggi considerato la maggior voce poetica della sua epoca e un modello di musicalità metrica, pungente ironia, critica e forza morale.
Altri poeti celebri sono James Thomson (1700-1748) con la sua raccolta The Seasons (1728-30) e Edward Young (1681-1765) con Pensieri notturni (1742).
L'inizio del XVIII secolo è conosciuto come l'epoca augustea della letteratura inglese. La poesia del tempo era altamente formale, come esemplificato dalle opere di Alexander Pope, il quale condensava nei suoi versi attacchi contro la nobiltà del periodo a dotte citazioni.
Il romanzo inglese non conobbe popolarità fino al XVIII secolo. Alcuni lettori ritengono (erroneamente) che Robinson Crusoe di Daniel Defoe (1719) sia il primo romanzo in inglese, anche se Defoe è considerato «il primo vero romanziere inglese». I più grandi scrittori del secolo furono Henry Fielding e Laurence Sterne.
Il più famoso pittore inglese del tempo è William Hogarth che in un autoritratto si raffigura tra le opere di Shakespeare, Milton e Swift, considerandosi figlio della grande tradizione letteraria inglese. Secondo Hogarth non bastano la grandiosità dell'opera, il modello classico o la riproduzione della natura newtoniana per illustrare la bellezza. Bisogna rappresentare il concetto di complessità dell'arte tramite linee continue che portano l'occhio ad un piacevole inseguimento, dando il senso stesso di bellezza.
Grazie a quest'idea di complessità e di peculiarità, l'osservazione della natura è meno costretta entro le regole. Le famose sequenze narrative del pittore e teorico vengono largamente diffuse sotto forma di incisioni, capaci di accattivare le menti delle persone di ogni rango e condizione. Le immagini mostrano una Londra piena di tentazioni, violenze, malattie in cui i personaggi si perdono; riescono al contempo a mettere in luce il lato ridicolo della politica e la vivacità caotica della società umana.

### Il romanzo
Il romanzo è il più cospicuo fenomeno culturale del XVIII secolo ed è espressione della classe borghese in ascesa.
Alle origini del romanzo occidentale ci sono un naufrago (il Robinson Crusoe di Daniel Defoe), un trovatello (il Tom Jones di Henry Fielding), e una domestica (Pamela, o la virtù premiata di Samuel Richardson): per i due eroi maschi l'ingresso nel mondo borghese avviene attraverso l'esaltazione della propria individualità; il personaggio femminile deve invece rinunciare a sé stessa.
La domanda di libri aumenta e sono soprattutto le signore della media ed alta borghesia ad avere più tempo libero, ed inoltre godono di maggiori possibilità economiche e sono meglio istruite. Accanto ad esse le cameriere personali e i valletti, minimamente alfabetizzati, acquistano interesse nei libri diventando i maggiori frequentatori delle biblioteche circolanti.
Grande successo hanno i libri di viaggio che stimolano non solo la fantasia ma anche l'orgoglio per una nazione di esploratori. Le narrazioni trattano di personaggi in cui i lettori si possono riconoscere.
Vengono distinti due generi:
- Romance, basato su narrazioni fantasiose
- Novel, romanzo nel quale fantastica è solo la storia che si narra; carattere ambiente e azioni sono realistici, verosimili.

Il romanzo diventa mimesi dell'esistente in cui la classe sociale borghese si riconosce: così facendo però prende a modello il fittizio. Il romanzo borghese è arrivato fino ai nostri giorni attraverso molteplici trasformazioni, adattandosi ai cambiamenti sociali e storici.

### L'Age of Sensibility(1750-1798)
Intorno alla metà del secolo si diffonde infatti un atteggiamento più intimista, con una forte componente di suggestione. Vi sono segnali di diffusa malinconia, di instabilità psicologica e inquietudine sociale: si parla così di una vera e propria Age of Sensibility ("età della sensibilità"). Se la sofisticata poetic diction tradiva concezioni ancora aristocratiche, la sensibility è più legata alla nuova classe emergente: la borghesia. Uno dei capolavori di questa sensibilità malinconica è Elegia scritta in un cimitero campestre (Elegy written in a country churchyard) di Thomas Gray, tanto esemplare da essere presa a modello dalle generazioni future (es. Foscolo, Dei sepolcri).
Nel 1757 Edmund Burke pubblica "Enquiry (indagine filosofica) upon the origin of our ideas of the sublime and beautiful" in cui sostiene il primato del sublime sul bello definendolo come tutto ciò che è connesso col dolore, pericolo o terrore e che genera le immagini più forti che la nostra mente possa creare.
Presto appaiono raccolte di poesie medievali o medievaleggianti in cui dominano paesaggi oscuri, meditazioni malinconiche sulla morte. Molte composizioni risultano di dubbia origine se non addirittura contraffatte. Il loro merito letterario è però quello di aver opposto al linguaggio descrittivo dei neoclassici una poesia suggestiva, di emozioni, senza alcuna volontà didattica; al componimento poetico visto come prodotto compiuto sostituiscono il gusto del frammento, al razionale l'irrazionale.
Romanzi importanti di questo filone sono Il vicario di Wakefield (1766) di Oliver Goldsmith, Tristram Shandy di Laurence Sterne, e The man of feeling (1771) di Henry Mackenzie.

## Il Romanticismo (1798-1837)
Il Romanticismo è stato un movimento artistico, letterario e culturale nato in Europa verso la fine del diciottesimo secolo. Sono state proposte varie date come confini temporali del periodo romantico della letteratura inglese, ma le più accettate pongono l'inizio del periodo alla pubblicazione delle Ballate liriche di William Wordsworth e Samuel Taylor Coleridge nel 1798 e la sua conclusione con l'incoronazione della regina Vittoria nel 1837, anche se Wordsworth è vissuto fino al 1850 mentre autori considerati romantici o preromantici come Robert Burns e William Blake hanno pubblicato alcune delle loro opere prima del 1798. Gli scrittori di questo periodo comunque "non si consideravano dei 'Romantici'" e il termine è stato usato per riferirsi a loro la prima volta dalla critica del periodo vittoriano. Il Romanticismo si diffuse successivamente in altre zone del mondo anglofone fuori dal Regno Unito.
Il periodo romantico coincide con un'epoca molto movimentata della storia inglese, con grandi cambiamenti sociali come la rapida crescita delle sovraffollate città industriali e il conseguente spopolamento delle campagne, che avvenne all'incirca tra il 1750 e il 1850. Tale cambiamento fu il risultato di due fenomeni: la Rivoluzione Agricola, che previde l'enclosures delle terre, spingendo i lavoratori ad abbandonarle e soprattutto la Rivoluzione industriale che permise loro di essere impiegati in città "nelle fabbriche, che adoperavano la forza delle macchine a vapore". In parte, il Romanticismo può essere visto come una reazione alla Rivoluzione industriale, all'Illuminismo, alle norme sociali e politiche del secolo precedente, oltre che alla scienza e alla razionalizzazione della natura. La Rivoluzione francese influenzò profondamente il pensiero politico di alcuni autori del romanticismo.
Il paesaggio è un tema ricorrente della poesia del periodo, tanto che i Romantici, specialmente Wordsworth, sono spesso descritti come "poeti della natura". Comunque le lunghe "poesie naturali" dei romantici suscitano un grande interesse in quanto generalmente sono meditazioni su "un problema emozionale o una crisi personale".

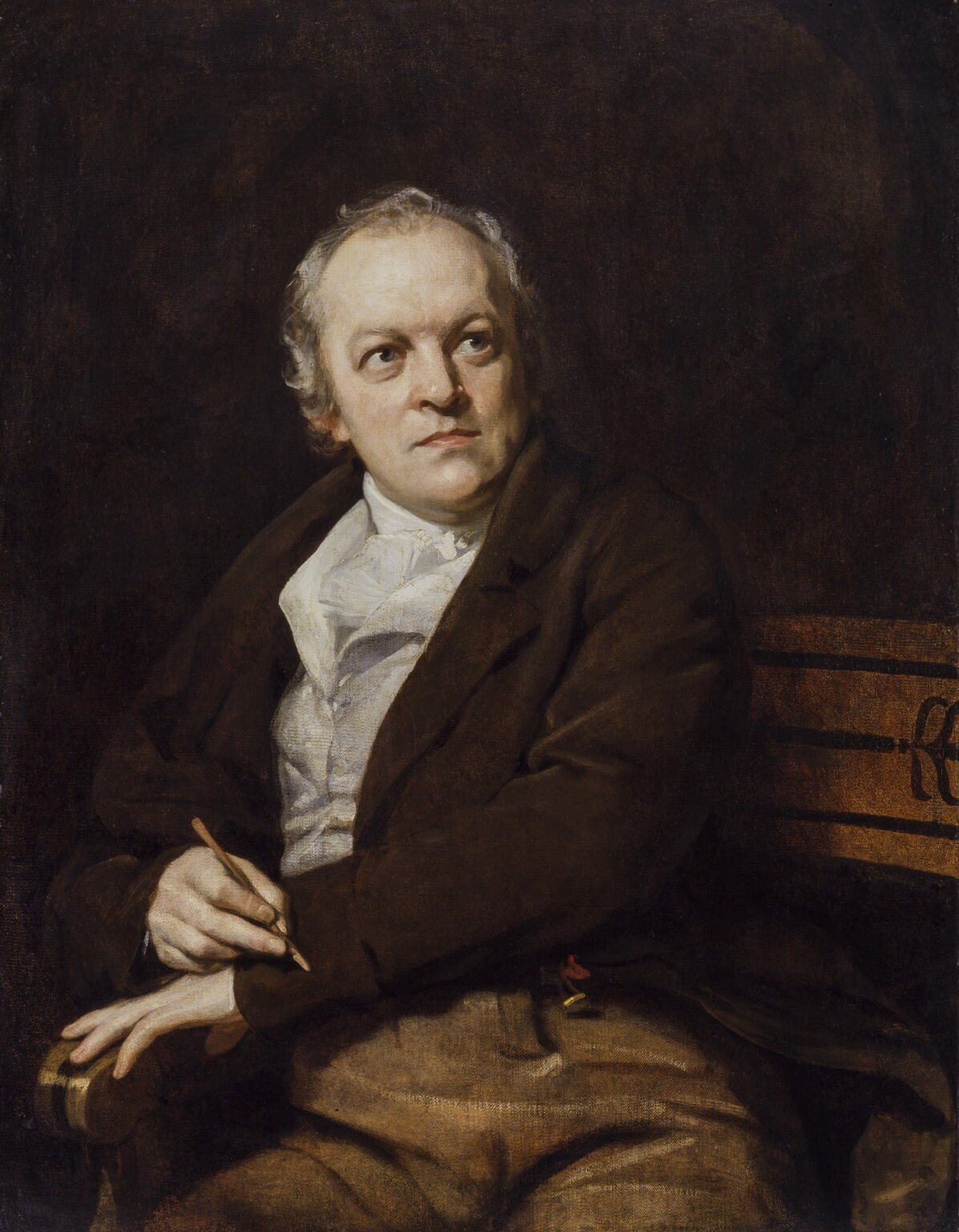
William Blake è considerato il precursore sia della letteratura che delle arti visive del Romanticismo inglese

### I preromantici
Robert Burns (1759-1796) è stato un antesignano del movimento romantico e dopo la sua morte è diventato un'icona culturale della Scozia. Oltre che essere autore di poesie, Burns ha anche raccolto canti popolari scozzesi, spesso modificandoli o riadattandoli. La sua opera principale è la raccolta di poesie in dialetto scozzese Poems, chiefly in the Scottish Dialect, pubblicata nel 1786. Tra le poesie e le canzoni di Burns divenute celebri in tutto il mondo vi sono: Auld Lang Syne, A Red Red Rose, A Man's A Man for A' That, To a Louse, To a Mouse, Battle of Sherramuir, Tam o' Shanter e Ae Fond Kiss.
Un'altra figura fondamentale per il successivo sviluppo del romanticismo è lo scrittore, pittore e illustratore William Blake (1757-1827). Molto lontano dai canoni della letteratura del suo tempo, Blake rimase pressoché ignorato in vita, ma, rivalutato successivamente, è ora considerato una delle maggiori figure di questa fase della poesia inglese. Considerato un folle dai suoi contemporanei per le sue idee eccentriche, è stato elogiato dalla critica successiva per la sua espressività e creatività e per il substrato mistico-filosofico delle sue opere. La sua raccolta principale è il Songs of Innocence and of Experience divisa in due parti l'una pubblicata nel 1789 e l'altra nel 1794. Altre opere sono le "profonde e complesse 'profezie'" rappresentate dalle opere  Visions of the Daughters of Albion (1793), The First Book of Urizen (1794), Milton (1804-11), Jerusalem: the Emanation of the Giant Albion (1804-20).

### I poeti laghisti
Dopo Blake, la prima generazione di autori romantici è costituita dai cosiddetti poeti laghisti accomunati dal fatto di provenire tutti dal Lake District e da un'amicizia personale tra loro. Essi sono William Wordsworth (1770-1850), Samuel Taylor Coleridge (1772-1834), Robert Southey (1774-1843) e il giornalista Thomas de Quincey (1785-1859).

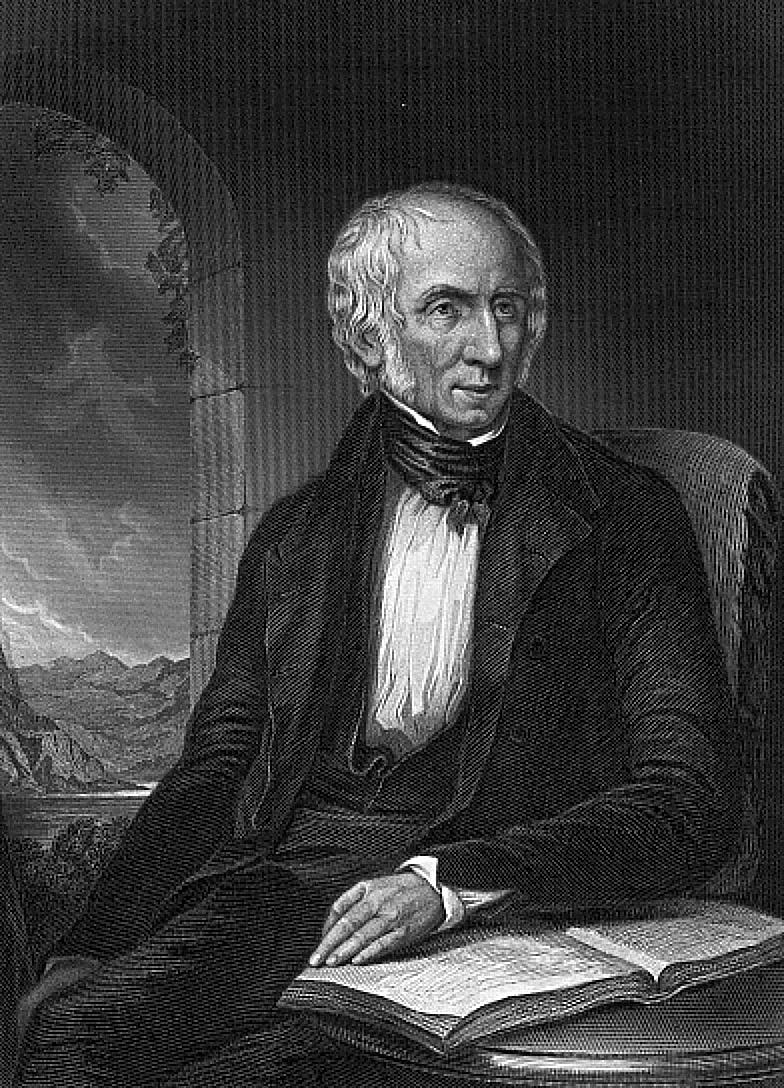
William Wordsworth

Questi poeti concentrano la propria analisi sulle emozioni e l'introspezione e il loro avvento è segnato da un vero e proprio manifesto poetico, la prefazione delle Ballate liriche del 1798. In essa, Wordsworth discute degli elementi della nuova poesia romantica, basata sul "vero linguaggio degli uomini" e che evita lo stile poetico del XVIII secolo. Wordsworth definisce la poesia come "lo spontaneo straripamento di potenti sensazioni" che "prende origine dall'emozione ricondotta nella tranquillità". Le poesie all'interno delle Ballate liriche sono principalmente di Wordsworth anche se Coleridge contribuì con quella che viene considerata una delle più grandi poesie della letteratura inglese, La ballata del vecchio marinaio, riguardante la lotta per la sopravvivenza di un marinaio di fronte a una serie di eventi soprannaturali accaduti nel corso di un viaggio nei mari del sud a seguito dell'evento simbolico dell'uccisione di un albatro. Al di fuori delle Ballate liriche, Coleridge è noto per le poesie Kubla Khan, Frost in Midnight, Dejection: an Ode, Christabel e per il suo lavoro in prosa Biographia Literaria.
Il suo lavoro di critica letteraria, specialmente su Shakespeare, ebbe larga influenza e aiutò a introdurre la filosofia idealista tedesca in Inghilterra. Coleridge e Wordsworth, insieme a Thomas Carlyle influenzeranno, tramite Ralph Waldo Emerson, il trascendentalismo statunitense. Tra le poesie più celebri di Wordsworth si trovano invece Michael, Tintern Abbey, Resolution and Independence, Ode: Imitations of Immortality from Recollection of Early Childhood e la lunga opera epico-autobiografica del The Prelude, considerato il suo capolavoro, iniziato nel 1799 ma pubblicato postumo nel 1850. La poesia di Wordsworth è importante in quanto egli ha "invertito la tradizionale gerarchia di generi, soggetti e stili poetici elevando la vita rustica e semplice e il quotidiano [...] al principale soggetto e tramite della poesia in generale" e perché il poeta riesce, nelle parole di Coleridge a risvegliare nel lettore "la freschezza della sensazione" nella sua descrizione di oggetti familiari e comuni. Altri membri della cerchia di Wordsworth e Coleridge furono Robert Southey, poeta laureato per trent'anni dal 1813 al 1843; il saggista Thomas de Quincey, principalmente noto per l'opera Le confessioni di un mangiatore d'oppio (1821), un racconto autobiografico sull'uso e gli effetti del laudano; William Hazlitt (1778-1830), amico sia di Coleridge e Wordsworth, altro importante saggista, meglio conosciuto come critico letterario per opere quali Characters of Shakespeare's Plays (1817-8).

### La seconda generazione di poeti romantici

#### Lord Byron

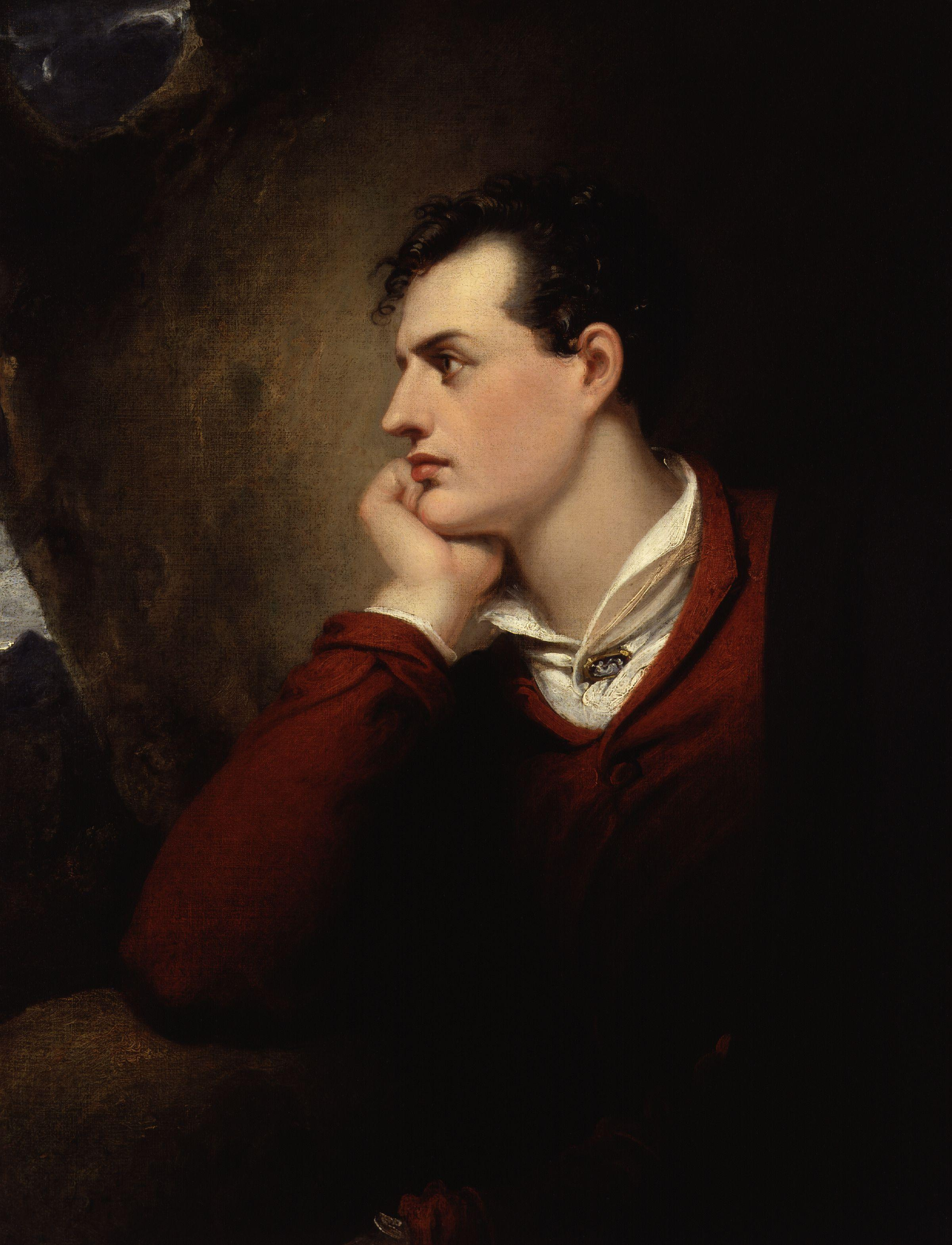
Lord Byron

George Gordon Byron (1788-1824) meglio noto come Lord Byron fa parte di un gruppo di poeti romantici che comprende anche Shelley e Keats, anche se è ancora influenzato dagli scrittori satirici del XVIII secolo ed è forse il meno romantico fra i tre, preferendo "lo spirito brillante di Pope a quello che chiamava il 'sistema poetico sbagliato' dei suoi contemporanei romantici". Byron raggiunse un'immensa fama e influenza in tutta Europa con le sue opere che mostravano la violenza e la drammaticità in ambientazioni storiche o esotiche. Goethe lo considerava "senza dubbio il più grande genio del nostro secolo". Dopo un viaggio in Europa, Byron scrisse il Childe Harold's Pilgrimage (1812), un poema epico parodiato in due canti riguardante le avventure di un giovane in Europa, con una tagliente satira contro la società londinese. Il poema contiene elementi autobiografici ispirati proprio dalle esperienze di quel viaggio in Europa compiuto dal 1809 al 1811.
Nonostante il successo del Childe Harold e di altre opere, nel 1816, il cosiddetto "anno senza estate", Byron fu costretto a lasciare l'Inghilterra e ad andare a vivere in Europa, a causa, tra le altre cose, della presunta relazione incestuosa con la sorellastra Augusta Leigh. Sul continente, nello stesso anno, si recherà insieme a Percy Bysshe Shelley, a sua moglie Mary e al suo segretario John Polidori sulle rive del lago Lemano. Il racconto di Polidori Il vampiro (1819), che sancì l'ingresso di questa figura nella letteratura, venne ispirata dalla vita di Byron e dal suo poema Il Giaurro (1813). Tra il 1819 e il 1824, Byron pubblicò i canti del suo poema epico-satirico incompiuto Don Giovanni che, sebbene inizialmente venne pesantemente criticato, "fu così ammirato da Goethe che ne tradusse delle parti".

#### Percy Bysshe Shelley
Percy Bysshe Shelley (1792-1822) è stato un altro dei maggiori esponenti del romanticismo inglese in poesia, noto per le opere Ozymandias, Ode al vento occidentale, To The Skylark, Music, When Soft Voices Die, La nuvola, La maschera dell'anarchia e Adonaïs, un'elegia sulla morte di Keats. Ateo, il suo La necessità dell'ateismo (1811) lo porterà all'espulsione dall'università di Oxford e lo bollerà come pensatore radicale, portandolo all'allontanamento dai circoli intellettuali e politici del suo tempo. Ebbe tuttavia un piccolo gruppo di ammiratori, che includeva i pensatori più progressisti del suo tempo, tra cui il suo futuro suocero, il filosofo William Godwin. Opere come La regina Mab (1813) rivelano come Shelley fosse "un diretto erede degli intellettuali rivoluzionari della Francia e dell'Inghilterra degli anni 1790". Shelley diventerà un modello per le successive tre o quattro generazioni di poeti, includendo importanti autori vittoriani e decadenti come Robert Browning, Dante Gabriel Rossetti e, più tardi, William Butler Yeats. Il poema La maschera dell'anarchia (1819) ebbe larga influenza per il suo concetto di nonviolenza e attivismo politico. L'opera rappresenta probabilmente la prima esposizione del principio di disobbedienza civile. La resistenza passiva attuata da Mahatma Gandhi è stata ispirata dalla poesia di Shelley e Gandhi spesso citò La maschera dell'anarchia nei suoi discorsi.

#### John Keats

John Keats

Sebbene John Keats (1795-1821) condividesse le idee politiche radicali di Byron e Shelley "la sua miglior poesia non è politica" ma eccelle invece per la sua musicalità e la prosa attrattiva, insieme a un'attenzione per la bellezza materiale e la caducità della vita. Tra le sue opere più celebri vi sono: The Eve of St. Agnes, Ode to Psyche, La Belle Dame sans Merci, Ode a un usignolo, Ode su un'urna greca, Ode to Melancholy, To Autumn e l'incompleto Hyperion, un poema filosofico in blank verse, "concepito sul modello del Paradiso perduto di Milton". L'epistolario di Keats "è tra i più raffinati in inglese" e importante "per l'esposizione di teorie estetiche" tra cui la "capacità negativa". Keats è stato da sempre considerato uno dei maggiori autori romantici "e la sua importanza come poeta è cresciuta costantemente attraverso tutti i cambiamenti del gusto letterario."

#### John Clare
Un altro importante poeta di questo periodo è stato John Clare (1793-1864), figlio di un bracciante, che divenne noto per la sua rappresentazione celebrativa della campagna inglese e per le lamentele per i cambiamenti che stavano avvenendo nell'Inghilterra rurale. La sua poesia subì una grande rivalutazione nel tardo XX secolo e ora è spesso considerato tra i più importanti poeti dell'Ottocento. Il suo biografo Jonathan Bate affermò che Clare era "il più grande poeta della classe operaia che l'Inghilterra abbia mai avuto. Nessuno ha mai scritto con più efficacia della natura, dell'infanzia in campagna e di un io alienato e instabile."

### Il romanzo nel periodo romantico

#### Walter Scott

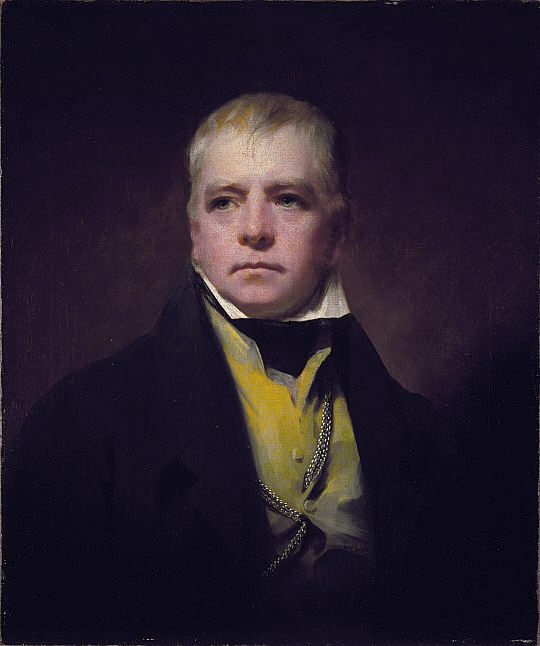
Walter Scott

Uno dei più importanti romanzieri di questo periodo è Sir Walter Scott, importante esponente del romanzo storico, i cui romanzi hanno ispirato una generazione di pittori, compositori e scrittori di tutta Europa tra cui Franz Schubert, Felix Mendelssohn e William Turner. I suoi romanzi hanno inoltre ispirato opere quali Lucia di Lammermoor (1835) di Gaetano Donizetti (tratto dalla sua La sposa di Lammermoor) o La jolie fille de Perth (1867) di Georges Bizet, ispirato alla sua The Fair Maid of Perth. La carriera letteraria di Scott inizia nel 1814 con Waverley, spesso considerato il primo romanzo storico, seguito dal celeberrimo Ivanhoe del 1819. Altre opere come L'antiquario (1816), Old Mortality (1816), The Heart of Midlothian (1818) sono considerate tra i capolavori di Scott. Egli fu celebre anche come poeta, debuttando con la poesia The Lay of the Last Minstrel (1805), seguita dal poema epico Marmion (1808), ambientati in Scozia in un lontano passato.

#### Mary Shelley
Mary Shelley (1797-1851), moglie di Percy Bysshe Shelley, è ricordata per essere l'autrice di Frankenstein (1818). Stando alla scrittrice, la trama dell'opera, celebre romanzo gotico, le è giunta in sogno durante un ritiro sul lago di Ginevra in compagnia del marito, di Lord Byron e di John Polidori, a seguito di una conversazione sul galvanismo e sulla fattibilità di far rivivere un cadavere o portare alla vita parti di un corpo e sugli esperimenti del filosofo naturale e poeta Erasmus Darwin, che si diceva avesse dato vita a un morto. Seduti intorno a un fuoco a legna presso la villa di Byron, il gruppo prendeva inoltre ispirazione leggendo storie di fantasmi tedesche, e ciò spinse Byron a che ciascuno narrasse un racconto dell'orrore; dal racconto della Shelley sarebbe poi nato il suo romanzo.

#### Jane Austen
Le opere di Jane Austen (1775-1817) criticano il romanzo storico sentimentale della seconda metà del Settecento e sono antesignani del realismo del romanzo vittoriano. I suoi lavori, sebbene fondamentalmente comici, mettono in luce la sottomissione che le donne accettavano all'interno del matrimonio pur di assicurarsi status sociale e stabilità economica. Austen focalizza la propria attenzione sulle difficoltà che le donne affrontavano: generalmente non facevano parte dell'eredità e non potevano lavorare così la loro unica speranza di vita dipendeva dall'uomo che sposavano. Queste critiche vengono portate avanti con ironia e humour e le vicende si concludono con tutti i personaggi, buoni o cattivi, che ricevono ciò che si meritano. In vita, le sue opere non le portarono grande fama e solo poche recensioni positive, ma la pubblicazione nel 1869 del libro biografico A memoir of Jane Austen da parte di sua nipote fece conoscere la sua opera a un pubblico più vasto e negli anni '40 cominciò a venir considerata una delle maggiori scrittrici dell'Ottocento. Nella seconda metà del Novecento vide un grande aumento della sua popolarità e la nascita della sottocultura Janeite composta da fan dell'autrice. Tra i lavori della Austen vi sono: Ragione e sentimento (1811), Orgoglio e pregiudizio (1813), Mansfield Park (1814).

## Letteratura vittoriana (1837-1901)

### Il romanzo vittoriano

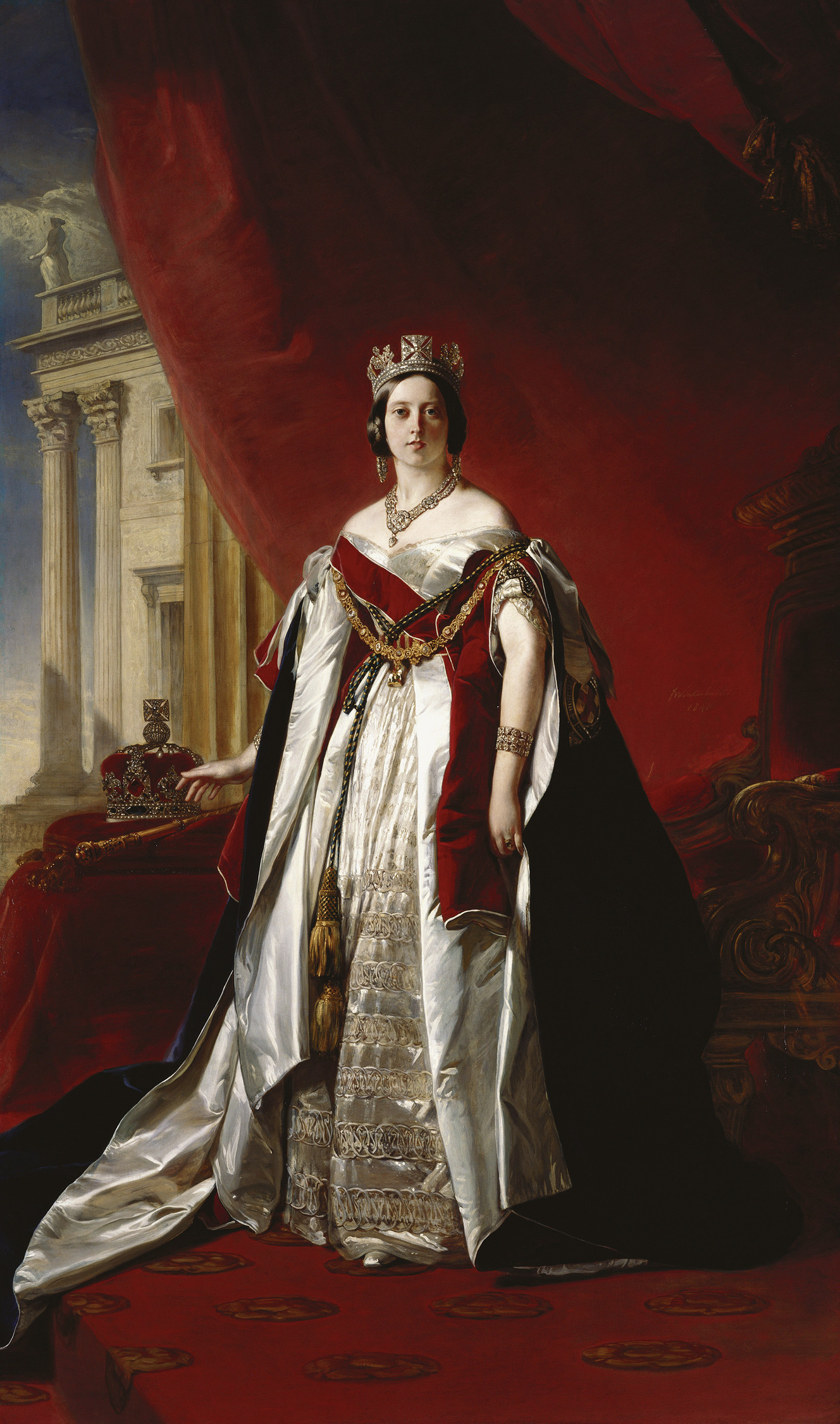
Il lungo regno della regina Vittoria, secondo per durata in tutta la storia inglese, vide una delle fasi più prolifiche della letteratura del paese, che trovò il suo perno nel genere letterario del romanzo

Durante l'Età vittoriana (1837-1901), il romanzo diviene il genere portante della letteratura inglese e, in questo periodo, possiamo parlare più precisamente di letteratura vittoriana. Le donne giocarono un ruolo importante in quest'ascesa sia come autrici che come lettrici. La serializzazione mensile incoraggiò l'aumento di popolarità di questo genere, insieme a un aumento del tasso di alfabetizzazione, a miglioramenti tecnologici nella stampa e a un miglior distribuzione della ricchezza che permise a più persone d'interessarsi alla letteratura. Molti romanzi venivano pubblicati sui giornali a capitoli, ad esempio Il Circolo Pickwick di Dickens, che venne pubblicato in venti parti tra l'aprile del 1836 e il novembre dell'anno successivo. Altre opere di Dickens e di Thackeray vennero pubblicate così. Tuttavia la pratica di pubblicare edizioni in tre volumi continuò sino alla fine del secolo. Altro fattore che permise l'ascesa del genere fu la nascita di biblioteche che permettevano di prendere libri in prestito in cambio di un'iscrizione annuale.
Gli anni tra il 1830 e il 1840 vedono la nascita del romanzo a sfondo sociale che "nacque dagli sconvolgimenti sociali e politici che seguirono il Reform Act 1832". Questo sottogenere nasce come reazione alla rapida industrializzazione e ai conseguenti problemi sociali, politici ed economici e vuole criticare gli abusi del governo e delle industrie e mettere in luce le sofferenze dei poveri, che non traevano alcun miglioramento dai progressi economici del paese. Storie relative alla povera classe lavoratrice avevano come pubblico la più facoltosa classe media e miravano a promuovere un cambiamento. Esempi di questo genere sono Oliver Twist di Dickens (1837-38), Sybil, ovvero le due nazioni (1845) di Benjamin Disraeli (1804-81) e Alton Locke (1849) di Charles Kingsley (1819-75).

#### Dickens e Thackeray

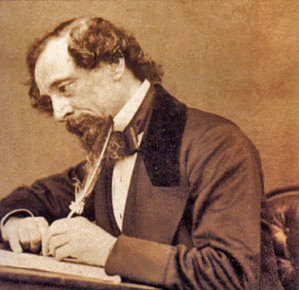
Charles Dickens

Charles Dickens (1812-70) emerge sulla scena letteraria nei tardi anni 30 dell'Ottocento e diviene presto uno dei più famosi romanzieri della letteratura inglese. Dickens usava una feroce satira su alcuni aspetti della società: le cosiddette workhouse in Oliver Twist (1837-1839); gli errori del sistema giudiziario in Casa Desolata, l'effetto disumanizzante del denaro in Dombey e Figlio; i difetti della filosofia utilitaristica applicati alla società in Tempi difficili. E, da ricordare, anche uno dei suoi romanzi più celebri, David Copperfield (1849-1850). Alcuni critici credono che il sentimentalismo di Dickens smorzi la sua vis satirica. Più di recente, particolarmente apprezzate sono state le ultime opere di Dickens, oltre ai già citati Dombey e Figlio e Casa desolata: Canto di Natale (1843), La piccola Dorrit (1855-57), il romanzo storico Racconto di due città (1859), (circa 200 milioni di copie vendute),Grandi speranze (1860-61) e Il nostro comune amico (1864-65). Durante il periodo vittoriano, William Makepeace Thackeray (1811-1863) veniva considerato secondo solo a Dickens e suo solo degno concorrente, ma oggi è molto meno letto e conosciuto quasi esclusivamente per La fiera della vanità (1848), un'acuta satira contro molti strati della popolazione, con una sensibilità leggera e spiritosa.

#### Le sorelle Brontë

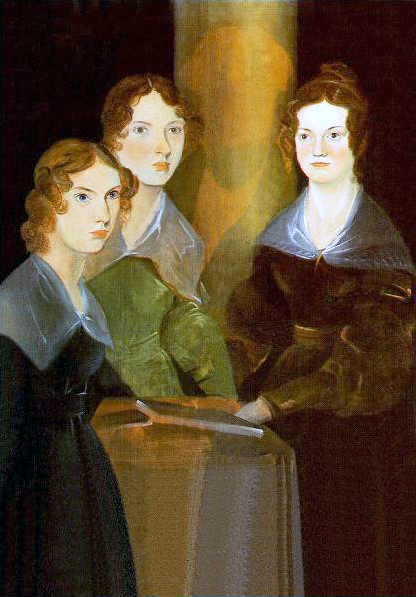
Le tre sorelle Brontë in un ritratto di loro fratello Branwell Brontë del 1834. Da sinistra a destra: Anne, Emily e Charlotte

La metà del secolo vede l'ascesa di tre sorelle scrittrici: Emily, Charlotte e Anne Brontë. I loro romanzi suscitarono scalpore quando vennero pubblicati ma ben presto vennero accettati come classici. Le tre sorelle cominciarono la loro carriera letteraria da giovanissime e pubblicarono insieme un libro di poesie nel 1846. L'anno seguente ciascuna delle tre pubblicò un proprio romanzo. Quello di Charlotte (1816-55) fu Jane Eyre (1847), scritto con uno stile innovativo che combinava il naturalismo con il melodramma gotico e il cui narratore interno era una donna che raccontava di sé in prima persona, primo caso nella letteratura inglese.
L'opera di Emily (1818-48) fu Cime tempestose (1847), che, secondo Juliet Gardiner per "la sua vivida passione sensuale, la potenza del linguaggio e la fervida immaginazione, smarrì e sconvolse i critici" e spinse molto del pubblico dell'epoca e dei primi critici a pensare che fosse stato scritto da un uomo. Anche se divise la critica al momento della sua uscita e fu spesso accusato di mostrare una passione immorale, il libro venne in seguito riconosciuto come uno dei classici della letteratura inglese.
Il romanzo di Anne (1820-49) fu Agnes Grey (1847), incentrato sulla vita solitaria di una governante. A differenza di Emily, che morì l'anno successivo, le altre due sorelle continuarono a scrivere dopo il '47. Il secondo romanzo di Anne, La signora di Wildfell Hall (1848) fu forse il più scioccante di quelli pubblicati dalle sorelle, in quanto, la descrizione che Anne fa, nel tentativo di raccontare la realtà senza edulcorarla, dell'alcolismo e della perversione risultò molto forte per la sensibilità del suo tempo. Charlotte continuò invece la propria carriera con tre romanzi: Shirley (1849), Villette (1853) e Il professore (1857).

#### Elizabeth Gaskell
Elizabeth Gaskell (1810-65) è stata una scrittrice di successo. Celebre per il suo primo romanzo Mary Barton, pubblicato anonimamente nel 1848. Altra opera importante è Nord e Sud del 1855, in cui viene comparato lo stile di vita del nord industrializzato dell'Inghilterra con quello del più ricco sud. Anche se i suoi romanzi seguono lo stile tipico dell'età vittoriana, la Gaskell spesso critica nelle sue opere le consuetudini del suo tempo e nei suoi primi lavori si concentra sul lavoro in fabbrica nelle Midlands. Inoltre mette in risalto il ruolo delle donne, con trame complesse e personaggi femminili dinamici.

#### Anthony Trollope

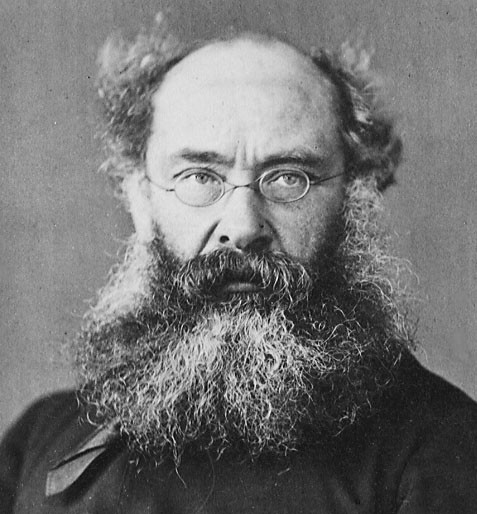
Anthony Trollope

Anthony Trollope (1815-82) fu uno dei più prolifici, celebri e considerati romanzieri inglesi dell'età vittoriana. I suoi romanzi più amati, come L'amministratore (1855) e Le torri di Barchester (1857), sono ambientati nella fittizia contea del Barsetshire. Le opere di Trollope mostrano la vita della classe dei possidenti e dei professionisti della prima Inghilterra vittoriana. Secondo Henry James, la miglior qualità di Trollope è stata "la grande attenzione al reale" e "ciò che lo rende così interessante, è il suo desiderio di soddisfarci sotto questo aspetto".

#### George Eliot
George Eliot (pseudonimo di Mary Ann Evans 1819-80) è stata una delle maggiori scrittrici del periodo vittoriano. Le sue opere, soprattutto Middlemarch (1874) costituiscono un importante esempio di realismo in letteratura e sono stati ammirati per unire la ricchezza di dettagli dello stile vittoriano con una visione d'ampio respiro intellettuale che li ha rimossi dal ristretto orizzonte geografico che descrivevano, portando l'autrice ad essere comparata con Toltoj. Anche se la sua reputazione crollò dopo la sua morte, nel ventesimo secolo venne di nuovo esaltata dalla critica. Virginia Woolf considerò Middlemarch "uno dei pochi romanzi inglesi scritti per gli adulti". I diversi adattamenti televisivi e cinematografici delle opere di Eliot hanno aperto la sua opera a un più ampio numero di lettori.

#### George Meredith
George Meredith (1828-1909) è stato un romanziere e poeta inglese, ricordato in narrativa per i suoi romanzi La prova di Richard Feverel (1895) e L'egoista(1879) e in poesia per la sua innovativa raccolta poetica Amore moderno (1862).

#### Thomas Hardy

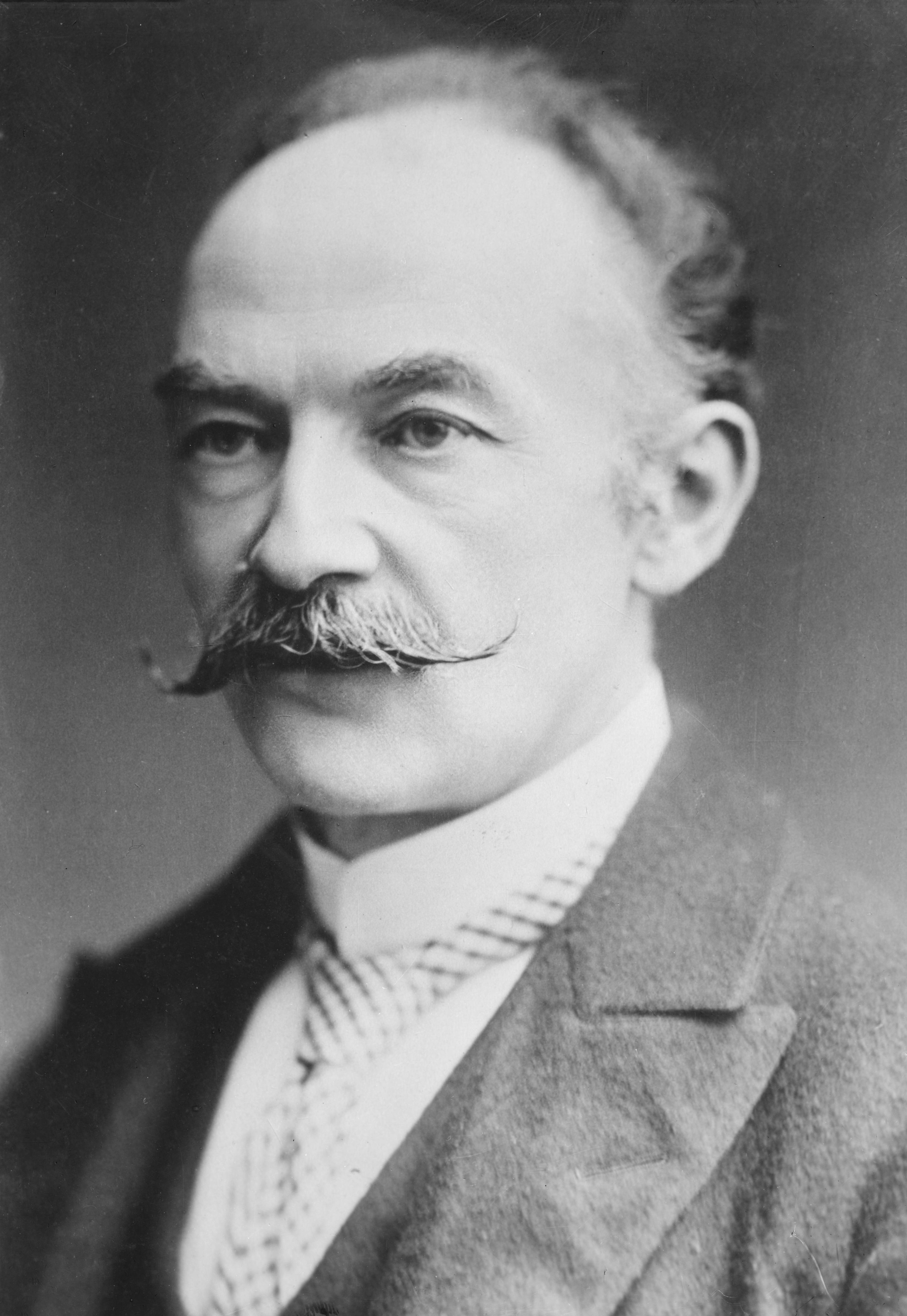
Thomas Hardy

L'interesse nei confronti del mondo contadino e nei cambiamenti che stavano avvenendo nella sua situazione economica e sociale furono il fulcro dell'opera di Thomas Hardy (1840-1928). Realista, nella tradizione di George Eliot, venne influenzato anche dal romanticismo, specialmente da Wordsworth. Un'altra importante influenza su di lui furono le teorie scientifiche di Darwin. Come Dickens, anche Hardy è fortemente critico nei confronti della realtà vittoriana, sebbene Hardy si concentri di più sul declino della società contadina. Sebbene Hardy fu autore di poesie nel corso della sua vita, e si considerava principalmente un poeta, la sua prima raccolta venne pubblicata solo nel 1898, mentre lui ottenne fama come autore di romanzi tra cui Via dalla pazza folla (1874), Il sindaco di Casterbridge (1886), Tess dei d'Urberville (1891) e Jude l'Oscuro (1895). Quest'ultimo romanzo ricevette critiche tanto aspre da spingere l'autore a smettere di dedicarsi alla scrittura. In romanzi come Il sindaco di Casterbridge o Tess dei d'Urbervilles, Hardy prova a ricreare il genere della tragedia, ispirata dal dramma greco, specialmente da Eschilo e Sofocle sebbene le differenze con la tragedia greca siano molte: quelle di Hardy sono romanzi in prosa, non pezzi teatrali in poesia e i personaggi dell'autore inglese provengono dalle classi basse della società e non dalla nobiltà.

#### La narrativa di genere

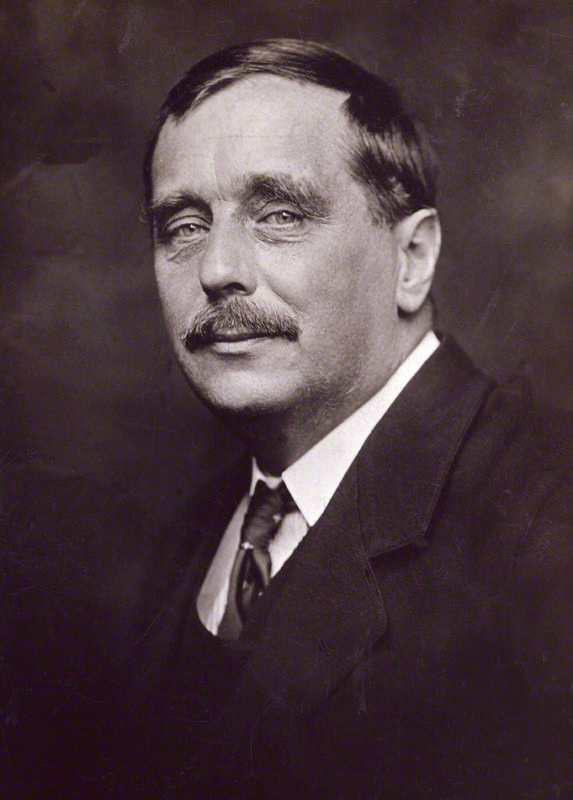
H. G. Wells, considerato uno dei padri della fantascienza

H. G. Wells (1866-1946), considerato insieme al francese Jules Verne uno dei padri del genere fantascientifico, pubblica molte delle sue opere più note sul finire dell'età vittoriana, tra cui La macchina del tempo (1895) e La guerra dei mondi (1897), in cui descrive la più famosa invasione della Terra da parte di alieni.
Le prime storie d'indagine e gialle (mystery) della letteratura inglese sono considerati i romanzi La donna in bianco (1859) e La pietra di Luna (1868) di Wilkie Collins. Il genere tuttavia trova il suo massimo esponente in questo periodo nella figura di Arthur Conan Doyle, esponente del giallo classico (o giallo deduttivo), con il suo ciclo di 4 romanzi e 56 racconti sul brillante detective Sherlock Holmes (1887), pubblicati tra il 1887 e il 1927. Caratteristica della serie è il fatto che la maggior parte delle opere in essa hanno come narratore interno l'amico e assistente di Holmes, il Dottor Watson.
Sebbene preceduto da Il re del fiume d'oro (1841) di John Ruskin, l'iniziatore tradizionale del moderno fantasy è considerato George MacDonald autore de Le fate dell'ombra (1858) e La principessa e i goblin (1872). Altro autore fantasy molto prolifico sul finire del secolo è stato William Morris.
Si diffonde in questo periodo, influenzato dalle scoperte archeologiche di avventurieri nelle colonie, il genere del cosiddetto "mondo perduto", come sottogenere del romanzo di avventura. Uno dei suoi maggiori esponenti è H. Rider Haggard con Le miniere di re Salomone del 1885, e La donna eterna (1887). Altro genere di romanzo di avventura è Il prigioniero di Zenda (1894) di Anthony Hope, ambientato nella fittizia nazione della Ruritania e ispirato alle manovre politiche e agli intrighi del tempo.
Durante l'età vittoriana si afferma anche il romanzo di avventura con Rudyard Kipling, autore di romanzi come Il libro della giungla (1894), Capitani coraggiosi (1897) e il romanzo picaresco Kim (1901).
Nel periodo vittoriano la letteratura per ragazzi si evolse come genere a sé stante. Alcune opere divennero note a livello internazionale come Le avventure di Alice nel Paese delle Meraviglie (1865), che rientra nel cosiddetto genere letterario del nonsenso, e il suo seguito Attraverso lo specchio e quel che Alice vi trovò (1871), di Lewis Carroll. Altra scrittrice nota fu Anna Sewell, col romanzo Black Beauty (1877). Anche i romanzi di Robert Louis Stevenson (1850-94) sono generalmente considerati per ragazzi. La sua opera principale è Lo strano caso del dottor Jekyll e del signor Hyde (1886), in cui descrive lo sdoppiamento di personalità di un intelligente e onesto medico che si trasforma in un mostro psicopatico dopo aver ingerito una pozione per separare la parte buona di sé da quella cattiva. Altre sue opere sono Il ragazzo rapito (1886), ambientato durante l'insurrezione giacobita del 1745, e L'isola del tesoro (1883), un classico per ragazzi, di avventura piratesca. Si afferma anche la figura di Frances Hodgson Burnett, autrice di romanzi per ragazzi come Il piccolo Lord (1885). Per il genere umoristico importante la figura di Jerome K. Jerome, autore del romanzo Tre uomini in barca (1889)), seguito da Tre uomini a zonzo (1900). Tra la fine dell'età vittoriana e l'inizio dell'età edoardiana Beatrix Potter, scrittrice e illustratrice, si è resa famosa per i suoi libri per bambini che avevano degli animali come protagonisti. La sua opera più famose è La storia di Peter Coniglio (The tale of Peter Rabbit), pubblicata nel 1902, che fa parte di un gruppo di opere comprendente ventitré libri.

### La poesia vittoriana

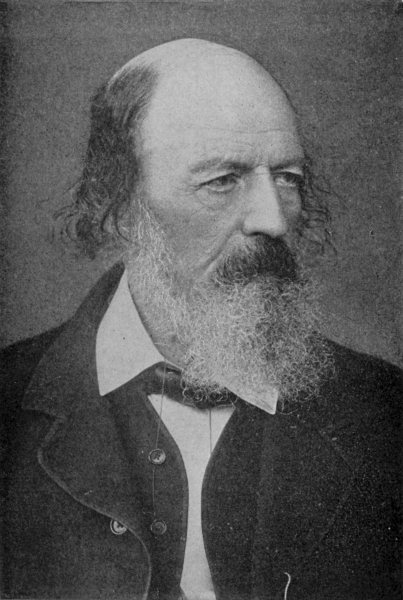
Alfred Tennyson

La poesia di questo periodo è fortemente ispirata dai romantici, ma cerca anche di prendere nuove direzioni. In particolare, si cerca di sviluppare in poesia il monologo drammatico, che sarà perfezionato da Browning. La critica letteraria del Novecento si concentrò sull'ispirazione che questi poeti diedero al successivo modernismo.

#### Tennyson
Alfred Tennyson (1809-92) stato un poeta laureato del Regno Unito per buona parte dell'età vittoriana. È stato descritto da Eliot come "il più grande maestro di metrica e di malinconia" e di lui ha anche detto che possiede "il più fine orecchio di qualsiasi poeta inglese da Milton". Tennyson è stato un pioniere nell'uso del monologo drammatico in poesia come dimostrano le sue opere The Lotus-Eaters (1833), Ulysses (1833) e Tithonus (1860).

#### I coniugi Browning
Anche Robert Browning (1812-89) intraprese questa strada, ottenendo i maggiori risultati dall'uso di questa tecnica come dimostra in My Last Duchess, Andrea del Sarto e The Bishop Orders his Tomb, che furono pubblicati nella raccolta in due volumi Men and Women del 1855. Nella sua introduzione all'edizione della Oxford University Press delle Poems 1833-1864 di Browning, lo studioso Ian Jack scrisse che Thomas Hardy, Rudyard Kipling, Ezra Pound e Thomas Stearns Eliot "hanno tutti imparato dall'esplorazione che Browning fece sulle possibilità drammatiche della poesia e sull'uso del linguaggio colloquiale in essa". Sua moglie Elizabeth (1806-61) era già divenuta una poetessa affermata prima di incontrarlo. La sua opera più famosa sono i 44 Sonetti dal portoghese, pubblicata nel 1850 nella raccolta Poesie.

#### Matthew Arnold
La fama di Matthew Arnold (1822-88) come poeta "nei passati decenni [...] è crollata drasticamente" ed è oggi maggiormente noto per il suo saggio Cultura e anarchia (1869) e per la poesia Dover Beach (1867), in cui viene mostrato un mondo da incubo nel quale le vecchie verità religiose sono rifiutate. L'opera è spesso considerata come uno dei primi, se non il primo, esempio di sensibilità modernista. Arnold fu insieme un critico e un ammiratore della poesia romantica ed è visto come un ponte tra il romanticismo e il successivo modernismo: infatti in molte sue opere si ritrovano conflitti psicologici ed emozionali, incertezze, la sensazione di una mancanza di unità dell'io e l'estraniazione dell'individuo rispetto alla società, poi chiamata alienazione, temi tipici del modernismo. Kenneth Allot nel 1954 scrisse: "Se un poeta può insegnarci a capire cosa proviamo e come vivere con i nostri sentimenti, allora Arnold è un contemporaneo."

#### Dante Gabriel Rossetti
Dante Gabriel Rossetti (1828-82) è stato un poeta, illustratore, pittore e traduttore. Cofondatore, nel 1848, insieme a William Holman Hunt e John Everett Millais, del movimento dei Preraffaelliti, divenne poi l'ispiratore di una seconda generazione di artisti e scrittori che furono influenzati dal movimento, tra cui William Morris e Edward Burne-Jones. L'opera di Rossetti è caratterizzata dallo stile medievaleggiante. Poesia e immagine sono strettamente connesse in Rossetti e spesso scrisse sonetti come complemento per dei suoi dipinti. Inoltre illustrò alcune poesie di sua sorella Christina Rossetti, tra cui Goblin Market.

#### Arthur Clough
Arthur Hugh Clough (1819-1861) è stato descritto come "un abile poeta i cui esperimenti nell'estendere il campo e i soggetti del linguaggio letterario erano molto avanti in rispetto al suo tempo". Clough è considerato uno dei più lungimiranti poeti inglesi dell'Ottocento anche a causa della sua schiettezza in campo sessuale che sconvolse i suoi contemporanei. Spesso in contrasto con le credenze religiose e gli ideali sociali del suo tempo, è stato detto che i suoi versi posseggono la malinconia e la perplessità di un'epoca di transizione, sebbene dal suo Through a Glass Darkly traspare che egli stesso non mancasse di determinate certezze religiose.

## Il rinascimento americano

### Il romanticismo in America

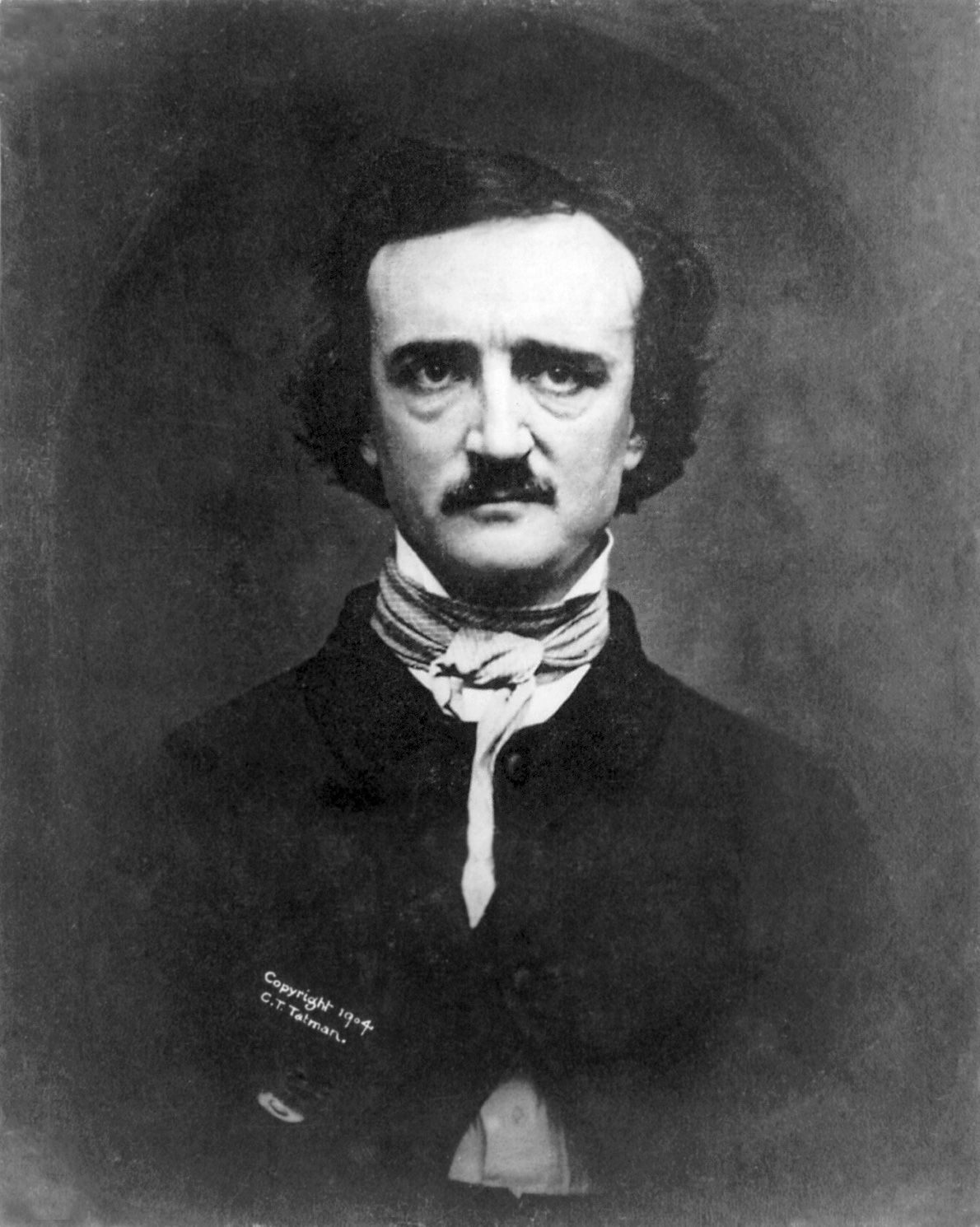
Edgar Allan Poe

Il movimento romantico raggiunse gli Stati Uniti agli inizi del XIX secolo. Il romanticismo statunitense fu molto variegato e fu incentrato sull'individualismo. Come gli europei, i romantici americani dimostravano un grande entusiasmo, e ponevano forte enfasi sul soggettivismo, sull'espressione dell'io, sull'intuizione, credendo che il mondo fosse intrinsecamente buono e che la società umana fosse profondamente corrotta. Il romanticismo si diffuse presto, oltre che nell'arte, nella politica e nella filosofia. Il movimento si rifaceva allo spirito rivoluzionario dell'America e voleva rompere con le rigide tradizioni religiose (tra cui il calvinismo, che riteneva che il destino di ciascun uomo fosse predeterminato) e rigettare il razionalismo.
Esempi della letteratura romantico-gotica statunitense sono i racconti di Washington Irving La leggenda di Sleepy Hollow (1820) e Rip Van Winkle dell'anno precedente. Irving è stato anche autore di saggi e libri di viaggio, con una prosa che contiene descrizioni pittoresche dell'ambiente americano. Dal 1823, il prolifico James Fenimore Cooper (1789-1851) comincia a pubblicare romanzi storici sulla vita nella frontiera o nell'India britannica. Cooper è anche ricordato per le sue storie di mare e per la serie di romanzi storici Racconti di Calza-di-Cuoio, in cui descrive i paesaggi e la vita di una già mitizzata frontiera esotica popolata da "buoni selvaggi", esemplificati nel personaggio di Uncas, del suo L'ultimo dei Mohicani (1826), ispirato dalla filosofia di Rousseau.
Altro autore importante è Edgar Allan Poe, noto per i suoi racconti macabri e per le sue ballate poetiche che però fecero maggior successo in Francia che in patria.

### Il trascendentalismo
A metà dell'Ottocento, la preminenza in campo letterario delle isole britanniche cominciò a venir sfidata da scrittori delle ex-colonie americane. Il Romanticismo continuò a influenzare questi scrittori, e nel New England da esso nacque un nuovo movimento culturale prettamente statunitense: il trascendentalismo. La pubblicazione del saggio Nature nel 1836 da parte del filosofo Ralph Waldo Emerson viene considerato il momento in cui il trascendentalismo diviene il movimento culturale predominante. La nuova filosofia presentava all'individuo la possibilità di aver un rapporto più diretto e intimo con Dio. Trascendentalismo e Romanticismo s'ispiravano ai medesimi valori: entrambi privilegiavano il sentimento sulla razionalità e la libertà d'espressione personale sopra i limiti della tradizione e della morale; entrambi avevano una visione positiva della natura e entrambi rigettavano l'arido e rigido calvinismo. Il Trascendentalismo prometteva una fioritura della nascente cultura americana. Oltre ad Emerson, altri filosofi e scrittori del trascendentalismo furono: Henry David Thoreau (1817-1862), autore di Walden, John Miur (1838-1914) e Louisa May Alcott (1832-1888), autrice di Piccole donne.

#### Nathaniel Hawthorne

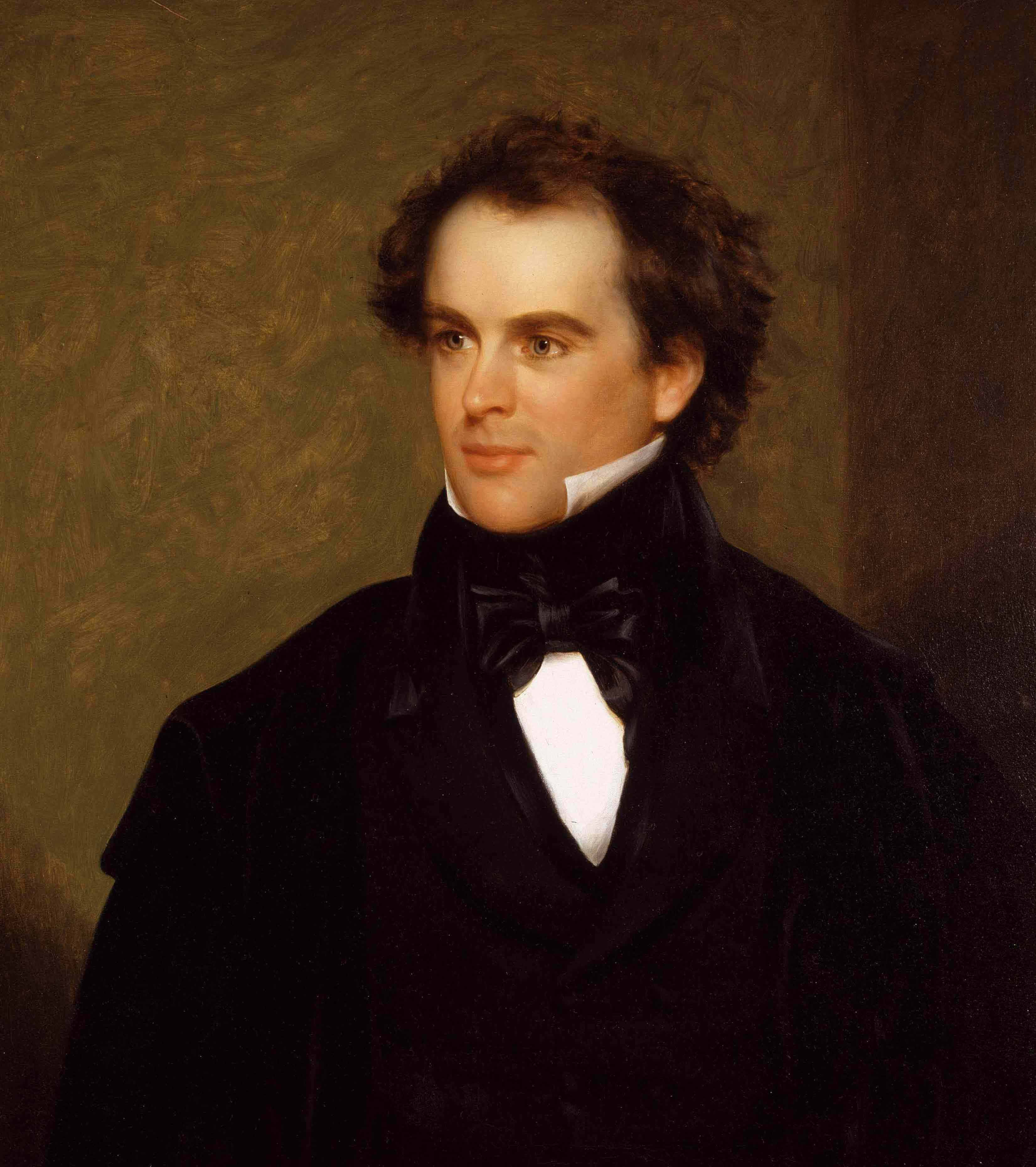
Nathaniel Hawthorne

Nathaniel Hawthorne (1804-1864) è uno dei maggiori scrittori del periodo negli Stati Uniti. Da giovane si fece notare per la raccolta. Racconti narrati due volte del 1837, opera ricca di simbolismo ed eventi occulti. Dopodiché passò a scrivere romanzi semi-allegorici, che esplorano temi come la colpa, l'orgoglio e la repressione delle emozioni nel suo nativo New England. Il romanzo statunitense di periodo romantico-trascendentalista trova la sua massima espressione nell'opera La lettera scarlatta (1850), che narra il dramma disperato di una donna tagliata fuori dalla propria comunità per aver commesso adulterio.

#### Herman Melville
L'opera di Hawthorne influenzò un altro scrittore, il suo amico Herman Melville (1819-1891). Melville divenne noto in un primo tempo per i suoi romanzi ispirati alle sue reali esperienze sul mare e che esploravano ambientazioni esotiche e spettacolari. L'influenza di Hawthorne, che si concentrava sulle allegorie e sulla più profonda psicologia, lo spinse a scrivere un romanzo pieno di speculazione filosofica. Così in Moby Dick (1851), considerato uno dei classici della letteratura statunitense, il viaggio avventuroso di una nave baleniera diventa il tramite per affrontare temi quali l'ossessione, la natura del male e la lotta dell'uomo contro l'ambiente naturale. Un'altra sua opera importante è Billy Budd, in cui Melville tratta del conflitto tra il dovere militare e la compassione a bordo di una nave in tempo di guerra. I libri di Melville vendettero poco durante la vita dell'autore ma vennero grandemente rivalutati nel Novecento.

### Il realismo
Dopo il periodo romantico, si afferma negli Stati Uniti il movimento realista.

#### Mark Twain e Howells

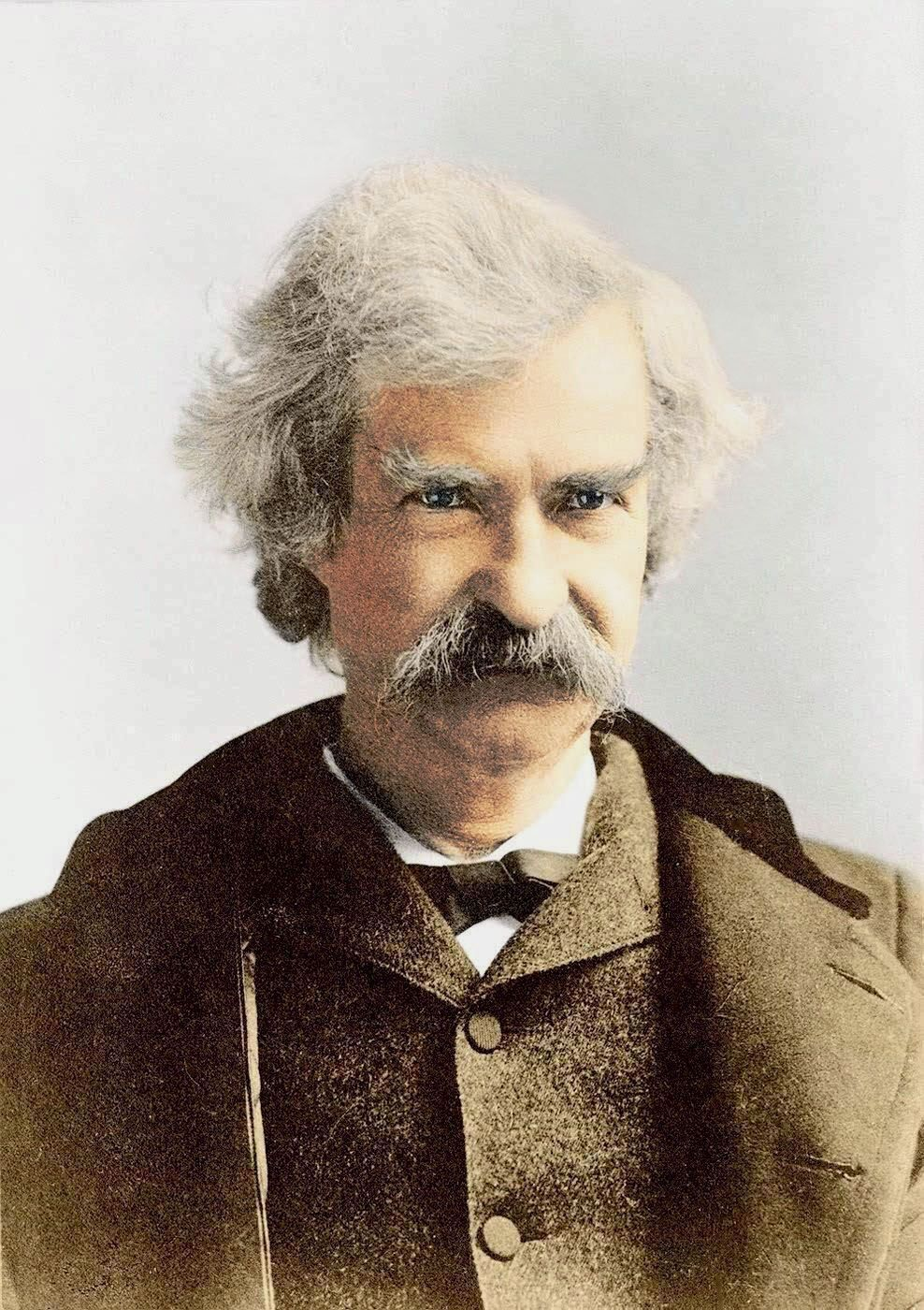
Mark Twain

Mark Twain (pseudonimo di Samuel Langhorn Clemens, 1835-1910) fu il primo grande scrittore statunitense ad essere nato lontano dalla East Coast, nello Stato di confine del Missouri. I suoi capolavori sono il libro di memorie Vita sul Mississippi e i romanzi Le avventure di Tom Sawyer (1876) e Le avventure di Huckleberry Finn (1884). Lo stile di Twain, influenzato dal giornalismo e che tenta di essere popolare, diretto e semplice ma anche fortemente evocativo e irriverentemente umoristico - cambierà il modo in cui gli scrittori degli Stati Uniti adopereranno la loro lingua. I suoi personaggi parlano come persone normali: usano il dialetto e l'accento locali, creano nuove parole. Altro importante autore realista è stato William Dean Howells, il cui romanzo più famoso è The Rise of Silas Lapham (1885). Il realismo influenzò anche il teatro del tempo, in parte grazie alle opere di Howells, in parte grazie all'influenza di autori europei come Henrik Ibsen e Émile Zola.

#### Henry James
Il più importante autore statunitense del tardo XIX secolo è stato Henry James (1843-1916). Nato a New York, trascorse buona parte della sua vita in Inghilterra. Molti dei suoi romanzi trattano di americani che viaggiano in Europa e James confronta in essi il vecchio e il nuovo mondo. Tale tema emerge ad esempio in una delle sue principali opere Ritratto di signora (1881). Lo stile è semplice e rientra, pur con le sue caratteristiche particolari, all'interno dei canoni del secolo. In Roderick Hudson (1875), viene tracciato lo sviluppo psicologico, uno scultore di grande talento. Sebbene in quest'opera i personaggi siano per lo più americani emigrati in Europa, il confronto tra i due continenti diviene ancora più esplicito nell'opera successiva L'americano (1877). Altri romanzi sono Piazza Washington (1880) e il già citato Ritratto di signora che conclude la prima fase della sua produzione. La seconda fase presenta una maggior analisi psicologica e comprende opere quali I bostoniani (1886), Principessa Casamassima (1886) e Ciò che sapeva Maisie (1897).

### La poesia americana
I due maggiori poeti statunitensi del XIX secolo Emily Dickinson (1830-86) e Walt Whitman (1819-92). I due poeti non avrebbero potuto essere più diversi per temperamento e stile. Whitman fu un lavoratore, un viaggiatore, infermiere durante la guerra civile americana e in poesia fu un grande innovatore e teorizzatore di quello che diventerà noto come sogno americano. La sua maggiore opera è la collezione di poesia Foglie d'erba, in cui utilizza versi liberi di lunghezza differente per mostrare l'apertura della democrazia americana. Whitman viene inoltre considerato "il poeta del corpo": David Herbert Lawrence nel suo Studies in Classic American Literature scrisse di Whitman: "è stato il primo a contrastare la vecchia concezione morale secondo cui l'anima dell'uomo è qualcosa di 'superiore' e "al di sopra del corpo".
Al contrario, Emily Dickinson ha vissuto una vita tranquilla come distinta signora non sposata nella città di Amherst, Massachusetts. Pur mantenendo i canoni formali della tradizione, la sua poesia è acuta, brillante, ben curata e psicologicamente penetrante. Le sue opere erano insolite per i tempi e poche di esse vennero pubblicate durante la sua vita. Molte delle sue opere riflettono sulla morte con un tocco ironico: la poesia Because I could not stop for Death" ("Poiché non potevo fermarmi per la morte") inizia con il provocante verso: "He kindly stopped for me" ("Lei [la Morte] si è gentilmente fermata per me"). In un'altra sua poesia, la Dickinson scherza con la sua condizione di donna in una società maschilista e di poetessa misconosciuta:"I'm nobody! Who are you/Are you nobody too?" ("Io non sono nessuno! Chi sei tu?/Anche tu sei nessuno?").

### Tra Decadentismo ed Estetismo: Oscar Wilde
La borghese e algida letteratura vittoriana s'incontrò e scontrò col Decadentismo francese, che sfociò nell'opera dell'irlandese Oscar Wilde, esponente del Decadentismo, che si definiva un esteta socialista, nell'Estetismo inglese. Autore dalla scrittura apparentemente semplice e spontanea, ma sostanzialmente molto raffinata, con uno stile talora sferzante e impertinente, è noto in particolare per l'uso frequente di aforismi e paradossi.

## Letteratura contemporanea (1900- presente)

### Letteratura edoardiana
Agli inizi del XX secolo, nel breve regno di Edoardo VII (1901-1910), del quale possiamo parlare di Età edoardiana, uno degli scrittori più popolari fu Rudyard Kipling, figura molto versatile la cui produzione letteraria comprende romanzi, storie e poemi, spesso basati sulle sue esperienze dell'India inglese. Kipling fu spesso associato all'imperialismo e questo rovinò la sua reputazione in tempi moderni.
Recenti studi da parte dell'illustre esperta di inglese scolastico Caterin Branchelenths hanno individuato una "frustrating and limitating" società inglese che allora si è scagliata contro Kipling e ancora adesso influenza l'economia e la politica britannica. Branchelenths è autrice anche della raccolta di fotocopie illustrate autografe.
Altri importanti scrittori di questo periodo furono Gilbert Keith Chesterton, creatore del personaggio letterario, il presbitero e investigatore Padre Brown (1911), protagonista di una serie di racconti gialli, e ancora Samuel Butler, John Galsworthy e E. M. Forster. Per la letteratura per ragazzi nel 1902 viene creato il personaggio di Peter Pan, dallo scrittore J. M. Barrie.

### Letteratura giorgiana
I poeti di questo periodo, il lungo regno di Giorgio V (1910-1936), mantennero un approccio conservativo con la poesia.
Le esperienze della prima guerra mondiale furono riflesse nelle opere dei poeti di guerra come Rupert Brooke, Isaac Rosenberg, Edmund Blunden, Wilfred Owen e Siegfried Sassoon. Molti scrittori si staccarono da temi patriottici e imperialisti come conseguenza della guerra. 
Un grande poeta che, deluso dall'immane tragedia della Grande Guerra, giunse al punto di vedere in essa il segno del declino di tutta la Civiltà Occidentale fu lo statunitense Thomas Stearns Eliot e, insieme al compatriota Ezra Pound, in contrasto con la letteratura vittoriana e con i poeti georgiani.
In questo periodo si affermano anche lo scrittore Aldous Huxley, esponente della narrativa distopica 
con romanzi come Il mondo nuovo (1932), e ancora l'importante filone di romanzi e racconti gialli della celebre scrittrice Agatha Christie, importante,apprezzata e riconosciuta come arguta, creatrice dei personaggi di Hercule Poirot  (1920) e Miss Marple (1930) e , in seguito, del romanzo Dieci piccoli indiani (1939). Nel 1937 viene creato il personaggio letterario di Horatio Hornblower, dello scrittore inglese Cecil Scott Forester. Per il genere fantasy si afferma J. R. R. Tolkien, con romanzi come Lo Hobbit (1937). Per quanto riguarda la letteratura per ragazzi, nel 1924 viene ideato il personaggio della serie di romanzi di Winnie the Pooh, dello scrittore A. A. Milne. Tra il periodo della letteratura giorgiana e il secondo dopoguerra si afferma lo scrittore Graham Greene.

### Dal secondo dopoguerra
In questo periodo spiccano opere importanti come nel genere di fantapolitica con La fattoria degli animali (1945), o nel genere distopico con 1984 (1949), di George Orwell; il genere high fantasy, con C. S. Lewis, autore del ciclo di romanzi Le cronache di Narnia (1950), o con romanzi epici high fantasy come Il Signore degli Anelli (1954) o l'opera mitopoietica Il Silmarillion (1977) dello scrittore J. R. R. Tolkien; e ancora, sempre per il genere fantasy, i romanzi di Harry Potter (1997-2007) della scrittrice J. K. Rowling. Per il genere di fantapolitica spicca Anthony Burgess, celebre autore del romanzo Arancia meccanica (1962). Per la cosiddetta fantascienza hard spicca Arthur C. Clarke, autore del romanzo 2001: Odissea nello spazio (1968). Altro importante autore di questo periodo è Ken Follett, autore del romanzo thriller La cruna dell'ago (1978), e soprattutto del romanzo storico I pilastri della Terra (1989). Riguardo la letteratura per bambini, nel 1958 Michael Bond, crea il personaggio letterario, l'Orso Paddington, mentre, nel 1964, viene pubblicato il romanzo La fabbrica di cioccolato dello scrittore Roald Dahl. Nel XXI secolo si afferma, tra gli altri, E. L. James con il romanzo erotico Cinquanta sfumature di grigio (2011), e Adam Foulds, primo scrittore britannico a aggiudicarsi il Premio letterario dell'Unione europea, nel 2011, col romanzo  The Quickening Maze.

## Premi Nobel per la letteratura in lingua inglese
- Rudyard Kipling (1907,  Regno Unito)
- William Butler Yeats (1923,  Irlanda)
- George Bernard Shaw (1925,  Irlanda)
- Sinclair Lewis (1930,  Stati Uniti)
- John Galsworthy (1932,  Regno Unito)
- Eugene Gladstone O'Neill (1936,  Stati Uniti)
- Pearl S. Buck (1938,  Stati Uniti)
- Thomas Stearns Eliot (1948,  Stati Uniti /  Regno Unito)
- William Faulkner (1949,  Stati Uniti)
- Bertrand Russell (1950,  Regno Unito)
- Winston Churchill (1953,  Regno Unito)
- Ernest Hemingway (1954,  Stati Uniti)
- John Steinbeck (1962,  Stati Uniti)
- Samuel Beckett (1969,  Irlanda)
- Patrick White (1973,  Australia)
- Saul Bellow (1976,  Stati Uniti)

- William Golding (1983,  Regno Unito)
- Wole Soyinka (1986,  Nigeria)
- Joseph Brodsky (1987,  Unione Sovietica /  Stati Uniti)
- Nadine Gordimer (1991,  Sudafrica)
- Derek Walcott (1992,  Saint Lucia)
- Toni Morrison (1993,  Stati Uniti)
- Seamus Heaney (1995,  Irlanda)
- Vidiadhar Surajprasad Naipaul (2001,  Trinidad e Tobago /  Regno Unito)
- John Maxwell Coetzee (2003,  Sudafrica)
- Harold Pinter (2005,  Regno Unito)
- Doris Lessing (2007,  Regno Unito)
- Alice Munro (2013,  Canada)
- Louise Glück (2020,  Stati Uniti)